# Chevrolet Malibu
Der Chevrolet Malibu ist ein Pkw-Modell der Mittelklasse, der von Frühjahr 1978 bis Ende 1982 unter der Automobilmarke Chevrolet in den USA von General Motors (GM) als Nachfolger der Chevrolet Chevelle gebaut wurde. Im Frühjahr 1997 wurde mit gleichem Namen eine Limousine als Nachfolger des Chevrolet Corsica aufgelegt.
Der Name leitet sich vom kalifornischen Badeort Malibu ab.

## Malibu/Malibu Classic (Serie 1A, 1978–1982)
Im Frühjahr 1978 wurde der Malibu, der Bestseller der Chevrolet-Chevelle-Reihe, zu einer eigenständigen Modellreihe. Damit war er Chevrolets zweite verkleinerte Serie nach dem Chevrolet Caprice von 1977.
Das neue Fahrgestell war um mehr als 30 cm kürzer und die Fahrzeuge – je nach Modell – um 250 bis 500 kg leichter als der Vorgänger, boten aber mehr Fuß- und Kopffreiheit im Innenraum und einen größeren Kofferraum. Es gab die zwei Ausstattungsvarianten Malibu und Malibu Classic. Die Landau-Coupés der Malibu-Classic-Reihe besaßen eine Zweifarbenlackierung und ein Vinyldach.
Es gab vier Karosserievarianten: ein zweitüriges Coupé, ein zweitüriges Landau-Coupé, eine viertürige Limousine und einen fünftürigen Kombi. Die Limousine besaß ursprünglich eine konservative Stufenheckform mit sechs Fenstern im Gegensatz zu den Fließheckkarosserien von Oldsmobile und Buick. Um Kosten zu sparen, ließen sich die Fenster in den hinteren Türen nicht öffnen, dafür konnte man kleine Lüftungsfenster in Limousine und Kombi öffnen.
Im Spätsommer 1980 erhielten die Limousinen eine Vier-Fenster-Form mit einer senkrecht stehenden Heckscheibe.
Das zweitürige Coupé wurde bis Ende 1981 hergestellt. Ab Herbst 1981 präsentierten sich die Malibu-Modelle leicht überarbeitet mit rechteckigen Doppelscheinwerfern und darunterliegenden länglichen Blinkleuchten.
Ende 1982 lief die Produktion aus.

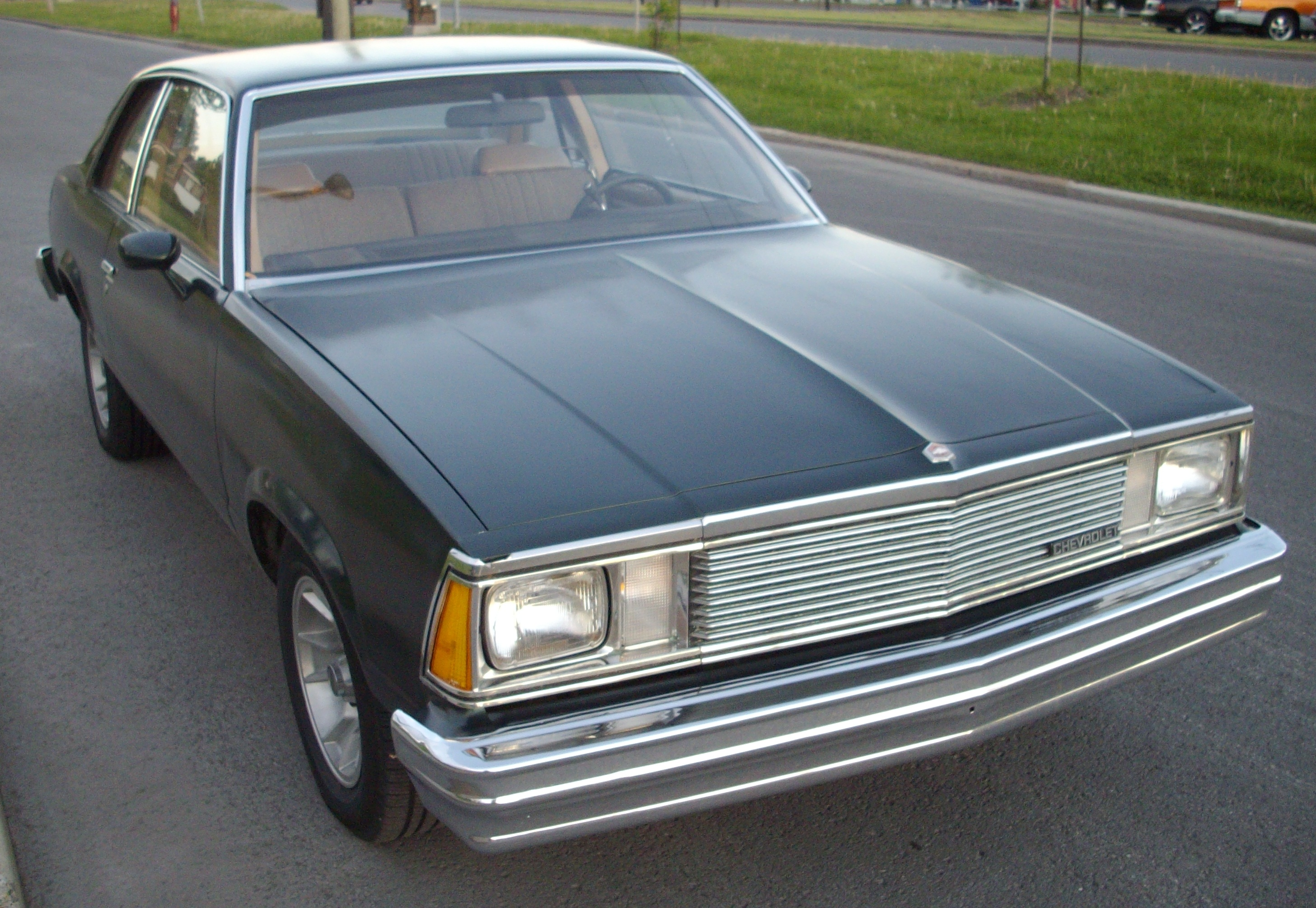
Chevrolet Malibu Coupé (1980–1981)
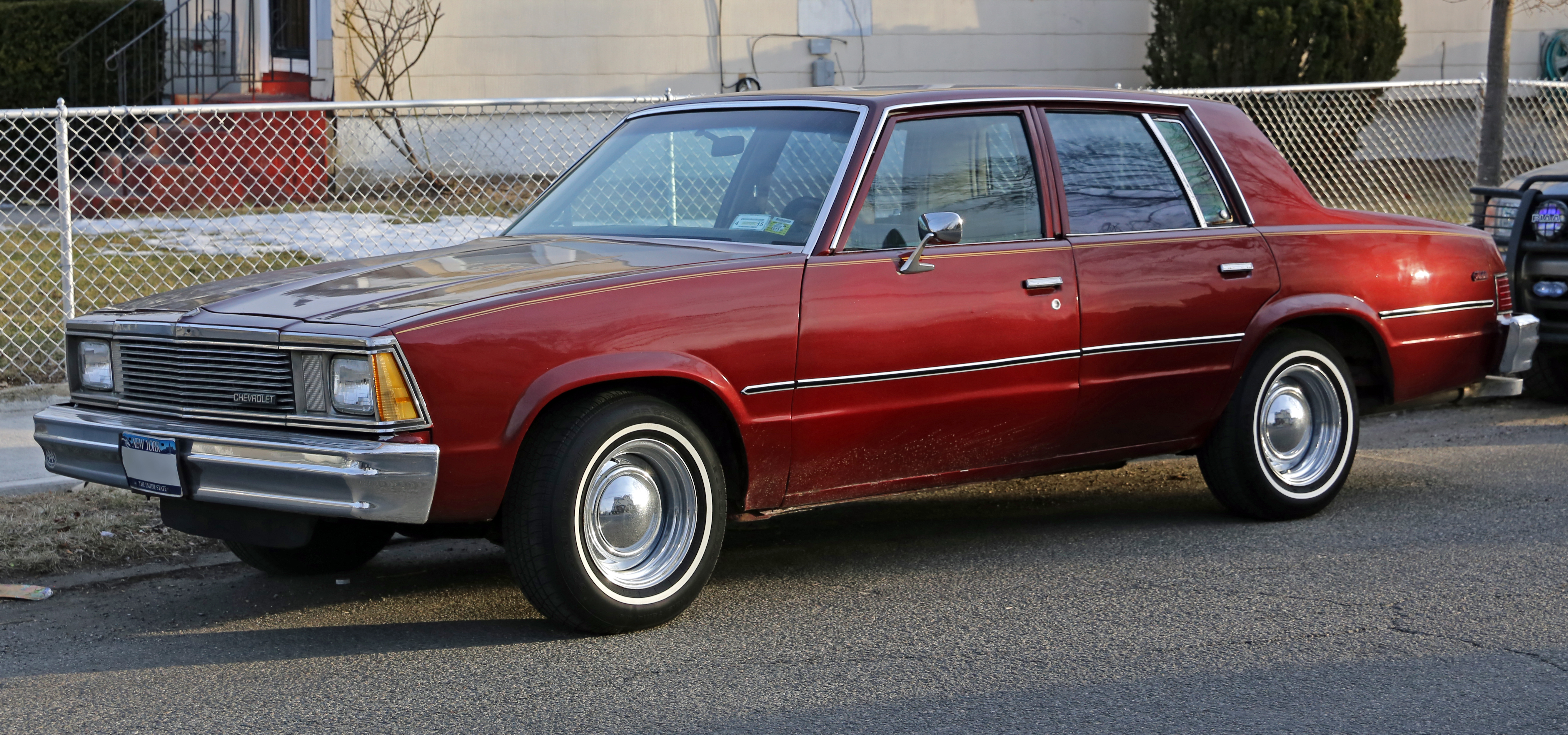
Chevrolet Malibu Sedan (1980–1981)
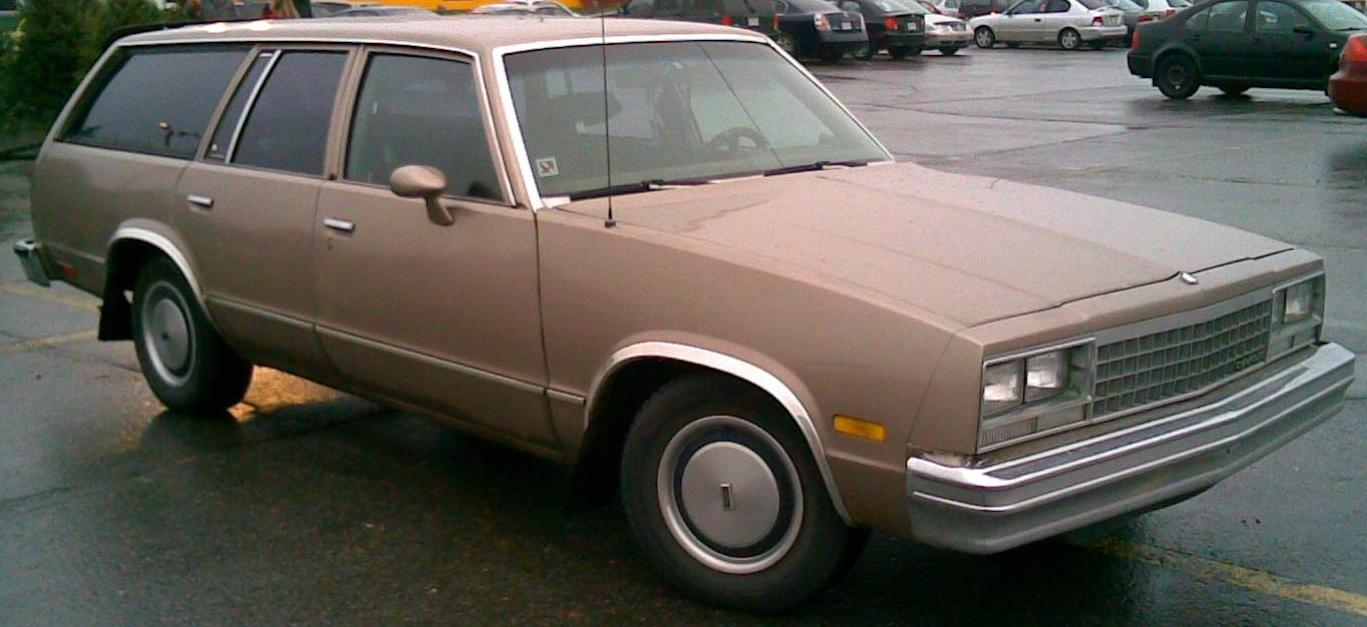
Chevrolet Malibu Wagon (1981–1982)
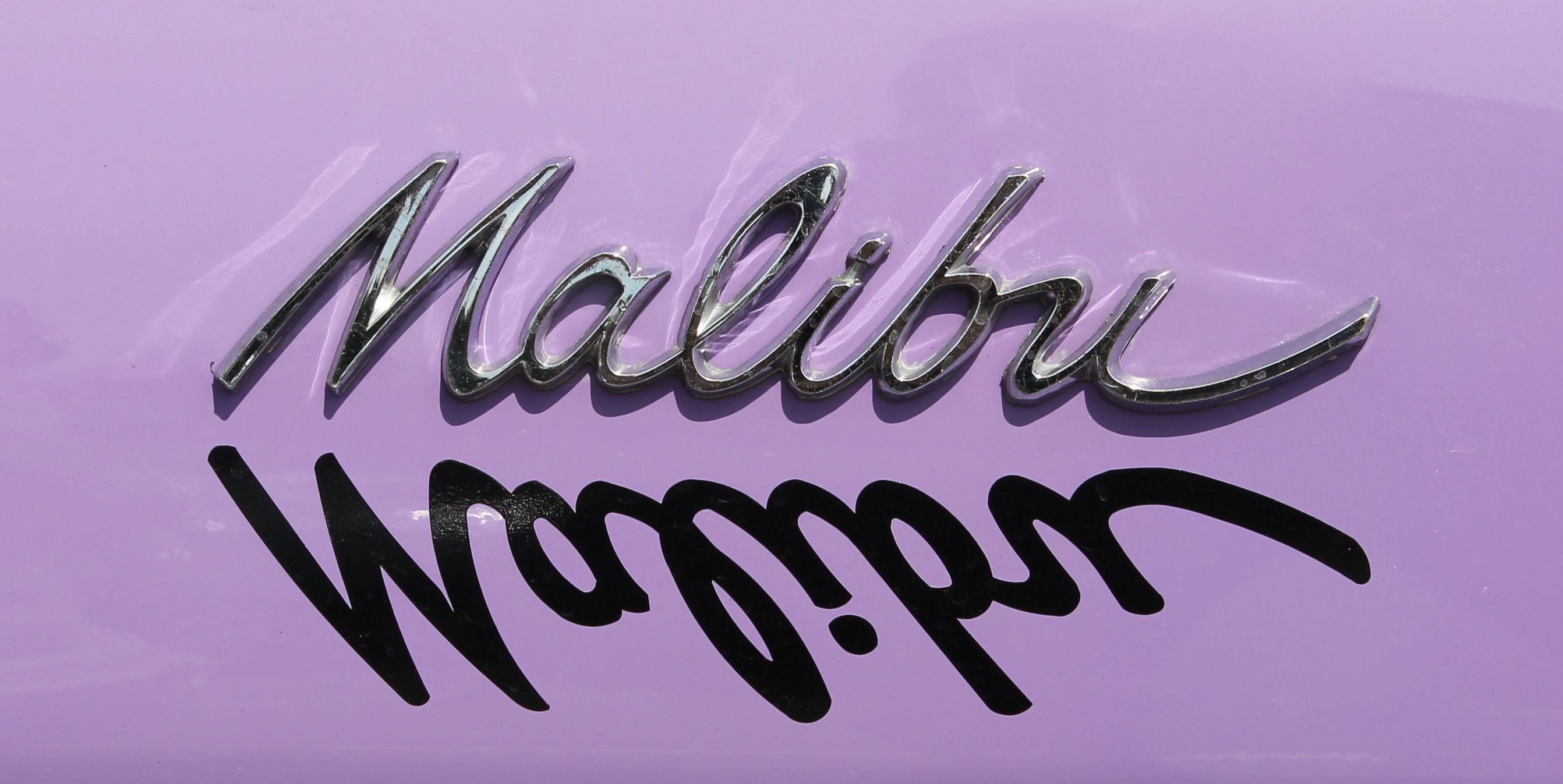
Logo eines restaurierten Chevrolet Malibu, künstlerisch mit Reflexion unterlegt.

Für Sammler ist besonders der (auf dem Malibu basierende) Chevrolet El Camino interessant. Die Coupés wurden häufig zu Muscle-Cars umgebaut, auch wenn diese nicht so beliebt waren wie die der ersten und zweiten Generation.

### Polizeiausstattung
Der viertürige Malibu wurde auch als Flottenfahrzeug eingesetzt, insbesondere bei Polizei und Justizbehörden. Nachdem der Chevrolet Nova 1979 eingestellt worden war, wurde die 9C1-Polizeiausstattung (nicht zu verwechseln mit der 9C1 des Chevrolet Impala) auf den Malibu übertragen, so dass dieser als Polizeifahrzeug mittlerer Größe diente.

### M80-Sportpaket
Ab Werk gab es kein Malibu-Modell mit SS-Ausstattung. Ein Super-Sport-Paket war nur für den El Camino erhältlich. Im Modelljahr 1980 gab es bei Händlern in Nord- und Süd-Carolina ein äußerst seltenes Malibu-M80-Paket, um die Ära der Muscle Cars wiederzubeleben. Hauptsächlich aber war es für NASCAR-Fans gedacht, die regelmäßig zum Darlington Raceway fuhren. Heute ist nicht mehr bekannt, wie viele Pakete verkauft wurden oder wie viele damit ausgerüstete Fahrzeuge noch existieren (man rechnet mit 1900 Fahrzeugen).
Alle M80-Ausführungen waren weiß lackiert mit dunkelblauen Einzelsitzen und einer Mittelkonsole. Die Basis des M80 war das zweitürige Sportcoupé mit F41-Sportfahrwerk und 5,0-Liter-V8-Motor mit 145 PS (107 kW). Das M80-Paket bestand aus zwei blauen Zierstreifen mit M80-Beschriftung für die Türen, Front- und Heckspoilern und Rallye-Stahlrädern.

### Produktion in Mexiko
In Mexiko stellte GM diese Generation des Malibu in den Modelljahren 1979 bis 1981 im Werk Ramos Arizpe her. Die mexikanische Version gab es in drei Ausstattungslinien – Chevelle, Malibu und Malibu Classic – und in zwei Karosserieformen – Limousine und Coupé – mit 4,1-Liter-R6-Motor oder 5,7-Liter-V8-Motor mit 260 PS (191 kW). Die letztgenannte Maschine gehörte beim Malibu Classic zur Serienausstattung, was deswegen möglich war, da in Mexiko nicht so strenge Emissionsbestimmungen wie in den USA galten.

### Taxis für den Irak
1981 produzierte GM Canada im Werk Oshawa 25.500 Malibu-Limousinen für Saddam Husseins Irakische Regierung. Das Geschäft soll ein Volumen von weit über 100 Millionen CAD gehabt haben. Diese Malibu-Modelle wichen von den übrigen Versionen ab und waren mit dem schwächsten 3,8-Liter-V6-Motor mit 110 PS (81 kW) in Verbindung mit einem manuellen Dreiganggetriebe mit Mittelschaltung ausgestattet. Alle diese Fahrzeuge waren weiß lackiert und verfügten über Klimaanlage, Hochleistungskühlsystem, eine strapazierfähige Polsterung und 14″-Stahlfelgen mit „Babymond“-Achskappen sowie Radzierringen.
Von den 25.500 Exemplaren der Malibu Limousine wurden allerdings nur 13.000 Einheiten tatsächlich in den Irak ausgeliefert, wovon der größte Teil als Taxi in Bagdad eingesetzt wurde. Zu diesem Zweck wurden die Kotflügel orangefarben lackiert. 1982, als noch ca. 12.500 Exemplare entweder an den Docks in Halifax oder in Oshawa auf ihre Verschiffung warteten, stornierte der Irak plötzlich den Auftrag. Als Gründe dafür wurden angeblich verschiedene „Qualitätsprobleme“ angegeben, so u. a. die Probleme der arabischen Fahrer, das hakelige manuelle Saginaw-Getriebe zu schalten. Das Problem konnte schließlich vor Ort durch eine Neueinstellung der Kupplungen von einer kanadischen Techniker-Crew gelöst werden.
Später wurde vermutet, dass die Iraker sich aus finanziellen Gründen von diesem Geschäft zurückziehen mussten, da der eskalierende Konflikt mit dem Iran immer mehr Geld verschlang. Anfangs versuchte der Direktor von GM Canada, Donald Hackworth, die Wagen an andere Länder im Nahen Osten zu verkaufen. Schließlich wurden die verbleibenden „irakischen Taxis“ an Kunden in Kanada zu einem vergleichsweise niedrigen Stückpreis von 6800 CAD verkauft. Über die Jahre erlangten diese Fahrzeuge einen gewissen „Kultstatus“.

### Die GM-G-Plattform
Der Malibu baute auf dem gleichen überarbeiteten GM-G-Plattform wie der Pontiac LeMans, der Oldsmobile Cutlass Supreme und der Buick Regal. 1982 war das letzte Produktionsjahr des Malibu Classic.
Es gab viertürige Limousinen und viertürige Kombis mit den gleichen Sonderausstattungen wie die neuen frontgetriebenen Kombi-Modelle auf Basis des GM-A-Plattform (ab 1984), bis das Modell 1984 durch den frontgetriebenen Celebrity abgelöst wurde. Die Produktion der Limousinen und Kombis wurde eingestellt, nur der El Camino wurde noch bis 1987 weitergebaut.

### Modellautos
GM vertrieb ein 1:25-Werbemodell des Chevrolet El Camino aus Kunststoff vom Hersteller MPC, das von 1978 bis mindestens 1982 jährlich überarbeitet wurde. Bausatzversionen davon wurden ebenfalls hergestellt, später gab es entsprechende Werbemodelle vom Camino SS. Der Hersteller Monogram baute auch ein Modell des 1978er El Camino im damals üblichen, etwas größeren Maßstab 1:24 und ebenso eine 1979er Malibu-Limousine mit Polizeipaket als vereinfachtes 1:32-Schnellmontagemodell. Beide Modelle wurde mehrfach aufgelegt.
Während die Karosserie der Chevrolet Chevelle der zweiten Serie häufig und in verschiedenen Maßstäben als Druckgussmodell und als Spielzeugauto nachgebaut wurde, gab es von der verkleinerten Generation des Malibu nur wenige Ausführungen. Der Hersteller Maisto brachte ein Modell des El Camino mit rechteckigen Doppelscheinwerfern heraus.

## Malibu/Classic (Serie 1N, 1997–2005)
Ein neuer, frontgetriebener Malibu wurde Anfang 1997 auf der Basis der verlängerten GM-N-Plattform (bzw. anfangs P90-Plattform) eingeführt, auf dem auch der Buick Skylark, der Oldsmobile Achieva, der Oldsmobile Alero und der Pontiac Grand Am aufbauten. Formell wurde das Fahrzeug erstmals auf der North American International Auto Show 1996 öffentlich gezeigt.
Die Malibu-Modelle der Serie 1N wurden zunächst im Montagewerk in Oklahoma City hergestellt, das 2001 für den Bau der SUV auf der GMT360-Plattform umgerüstet wurde. Bis 1999 wurden sie auch im Montagewerk in Wilmington gebaut, dessen Umrüstung dann für den Bau der Saturn L-Serie erfolgte. Anschließend wurde die Fertigung des 1N nach Lansing (Michigan) verlegt.
Der Oldsmobile Cutlass war das Parallelmodell zum Malibu und ersetzte den Cutlass Ciera. Der Malibu beerbte den Chevrolet Chevrolet Corsica. Motorisiert war der Malibu 1N mit einem 2,4-Liter-Reihenvierzylinder-Motor mit einer maximalen Leistung von 150 hp (112 kW) oder einem 3,1-Liter-V6-Motor mit maximal 155 hp (116 kW). Die maximale Leistung des 3,1-Liter-V6-Motor wurde 2000 auf 170 hp (127 kW) erhöht, der Motorcode änderte sich von L82 auf LG8; der Vierzylindermotor entfiel. Die Zeitschrift Motor Trend kürte den Malibu zum Motor Trend's 1997 Car of the Year.

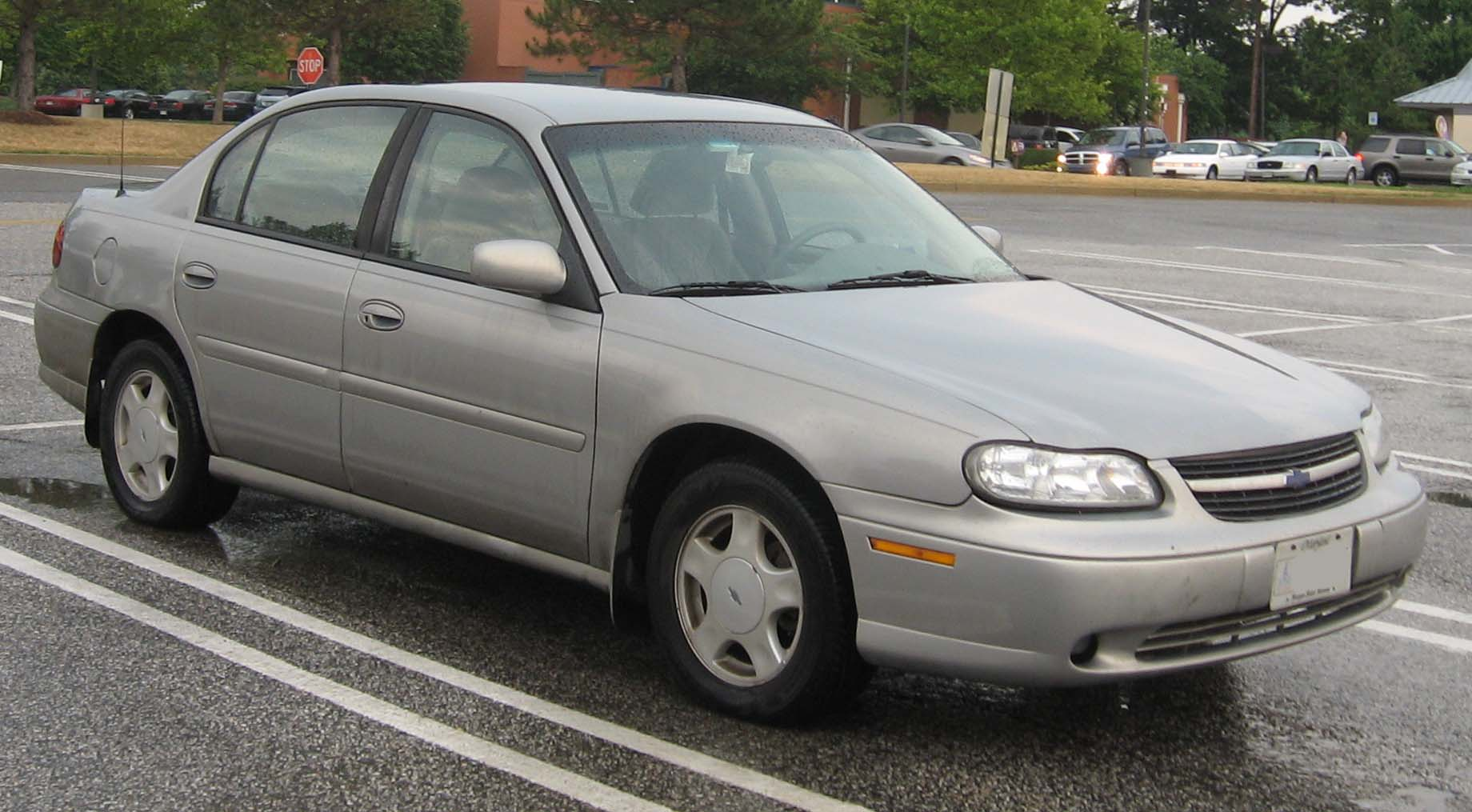
Chevrolet Malibu (2000–2003)
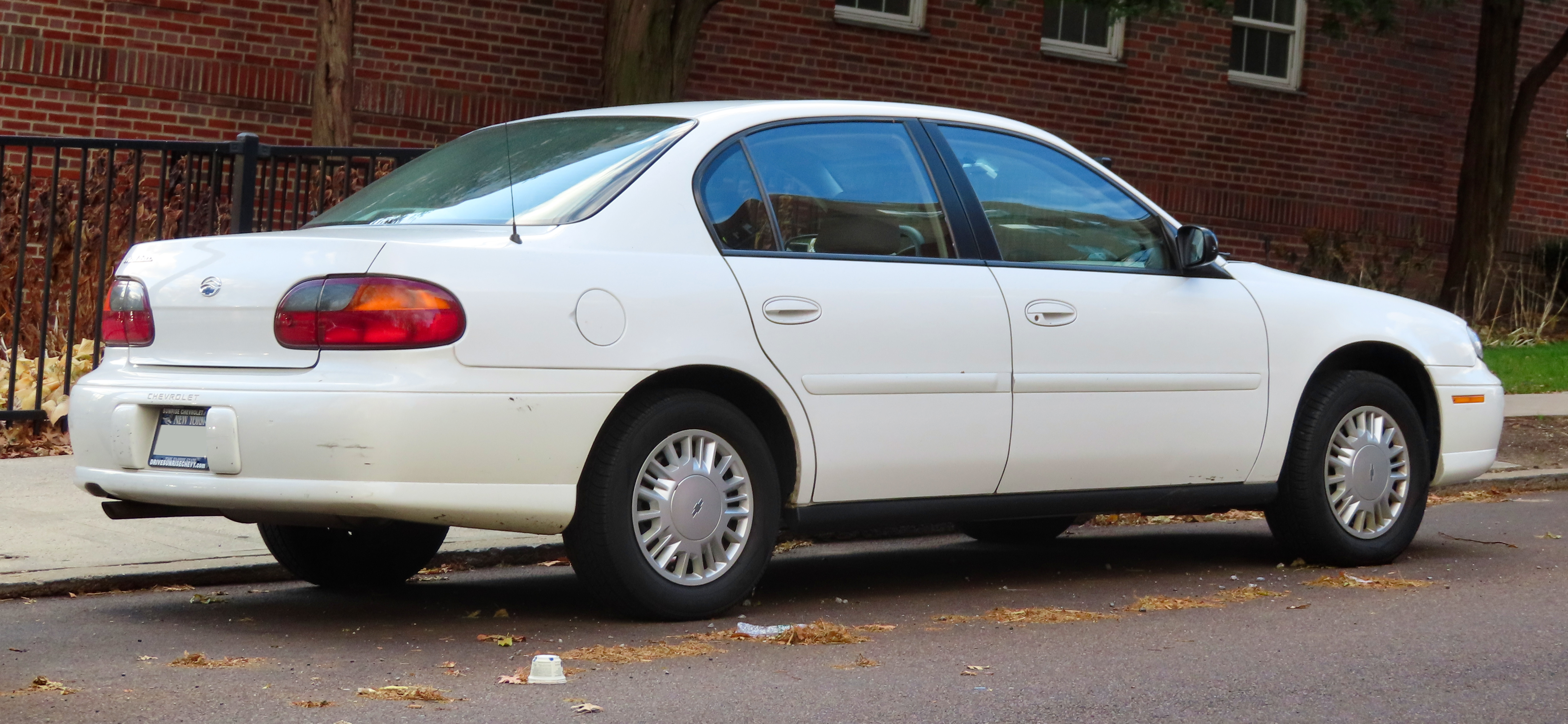
Heckansicht (2000–2003)
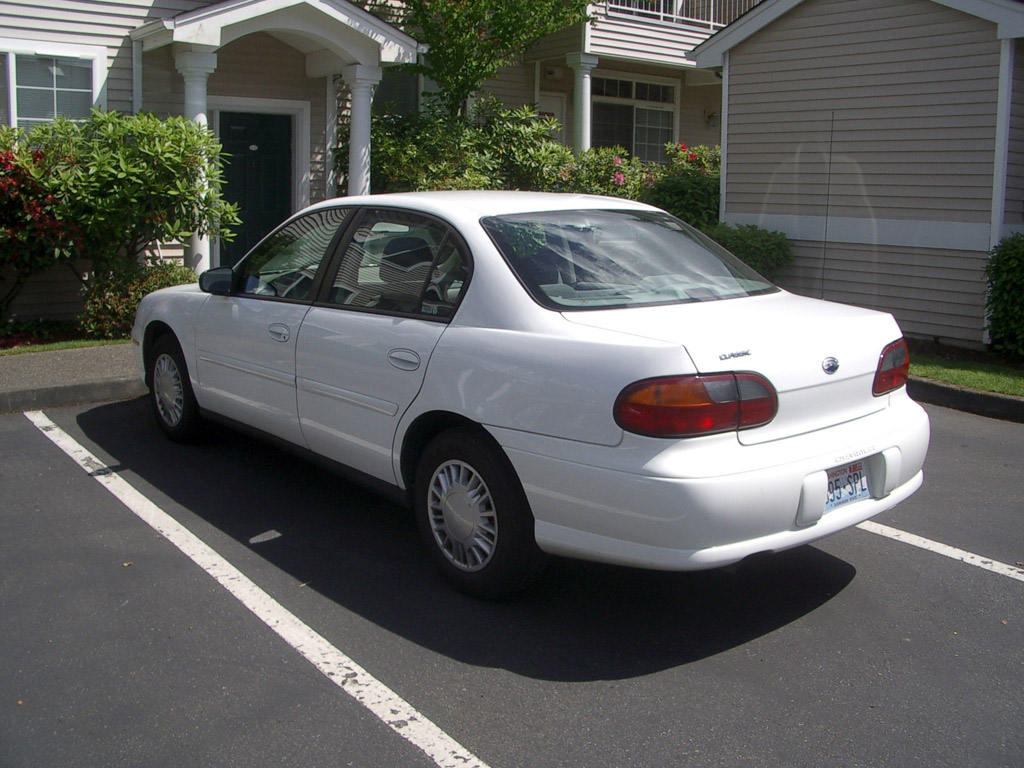
Chevrolet Classic (2004–2005)

Der Malibu besaß von Frühjahr 1997 bis Sommer 2000 einen Kühlergrill mit einem silbernen Malibu-Logo in der Mitte, während bei den Malibu-Modellen sowie den Classic-Versionen von Herbst 2000 bis Ende 2003 war das blaue Chevrolet-Emblem am Kühlergrill gebracht. Die LS-Modelle besaßen teilweise spezielle goldene Embleme (den Namen Malibu und das Logo) am Heck der Fahrzeuge.
Als Anfang 2004 ein neues Modell auf Basis der GM-Epsilon-Plattform eingeführt wurde, benannte man die bisherige Generation in Chevrolet Classic um und behielt sie für Leihwagen- und Flottenfahrzeuge noch bis Ende 2005 weiterhin im Programm. Zudem führte man für den Chevrolet Classic einen neuen 2,2-Liter-R4-Motor aus der Ecotec-Baureihe ein.

### Malibu Cruiser
Das Konzeptfahrzeug Chevrolet Malibu Cruiser der wurde erstmals auf der SEMA Show 2001 gezeigt. Der Wagen ist in der BASF-Farbe „Sublime Lime“ lackiert und besitzt einen getunten, turboaufgeladenen V6-Motor mit der Bezeichnung „3500 SFI 60° V6“, einer maximalen Leistung von 230 PS (169 kW) bei 5000 min−1; einem maximalen Drehmoment von 380 Nm bei 2900 min−1, ein Viergang-Automatikgetriebe des Typs 4T65-E mit Overdrive, 8″×19″-Räder von Evo und Toyo-Proxes-TI-S-Hochleistungsreifen.
Die äußeren Umbauten umfassen Gasentladungs-(HID)-Scheinwerfer (mit Abblend- und Fernlicht) und Klarglasheckleuchten (Altezza lights) sowie ein Custom-Karosseriepaket. Es gibt auch diverse Umbauten im Inneren, u. a. eine Mittelkonsole über die gesamte Länge des Innenraums, vier schwarze Sparco-Leder-Sportsitze und eine Kenwood-Musikanlage (mit Radio, 10-fach-CD- und -DVD-Wechsler, verschiedene Verstärker und Lautsprecher und einen Fernseher).
Chevrolet wollte diesen Cruiser nie in Serie bauen, aber jungen Käufern zeigen, dass man den Wagen nach eigenem Geschmack gestalten könnte.

### Technische Daten
Quelle:
|         | Motorart  | Motorbauart | Hubraum  | max. Leistung                  | max. Drehmoment       | Antrieb          | Getriebe                   |
| ------- | --------- | ----------- | -------- | ------------------------------ | --------------------- | ---------------- | -------------------------- |
| 2.4     | Ottomotor | R4          | 2392 cm³ | 112 kW (150 hp) bei 5600 min−1 | 210 Nm bei 4400 min−1 | Vorderradantrieb | 4-Stufen-Automatikgetriebe |
| 3.1     | Ottomotor | V6          | 3135 cm³ | 116 kW (155 hp) bei 5200 min−1 | 251 Nm bei 4000 min−1 | Vorderradantrieb | 4-Stufen-Automatikgetriebe |
| 3.1     | Ottomotor | V6          | 3135 cm³ | 112 kW (150 hp) bei 4800 min−1 | 244 Nm bei 3200 min−1 | Vorderradantrieb | 4-Stufen-Automatikgetriebe |
| 3.1     | Ottomotor | V6          | 3135 cm³ | 127 kW (170 hp) bei 4800 min−1 | 264 Nm bei 4400 min−1 | Vorderradantrieb | 4-Stufen-Automatikgetriebe |
| 2.2 (1) | Ottomotor | R4          | 2198 cm³ | 104 kW (140 hp) bei 5600 min−1 | 203 Nm bei 4000 min−1 | Vorderradantrieb | 4-Stufen-Automatikgetriebe |

## Malibu (Serie 1N, 2003–2008)
Ende 2003 wurde die dritte Generation (interne Bezeichnung: GMX380) auf den Markt gebracht. Sie basierte auf der neuen Epsilon-Plattform, die auch der 2002 eingeführte Opel Vectra C nutzte. Der Vorgänger wurde bis Ende 2005 noch unter der Bezeichnung Chevrolet Classic für Autovermietungen produziert.
Der neue Malibu war in zwei Karosserieformen verfügbar:
als viertürige Stufenhecklimousine (formale Präsentation: North American International Auto Show 2003) und als fünftürige Schrägheckversion, die als Malibu Maxx (formale Präsentation: New York International Auto Show 2003) bezeichnet wurde und auf dem Opel Signum basierte.
Diese Malibu-Generation verfügt über einen großen Kühlergrill, der horizontal durch einen Chrombalken geteilt ist. Dieses Designelement wurde eingeführt, um das Aussehen der Malibu-Modelle in der Frontansicht dem der Pick-ups von Chevrolet anzugleichen.

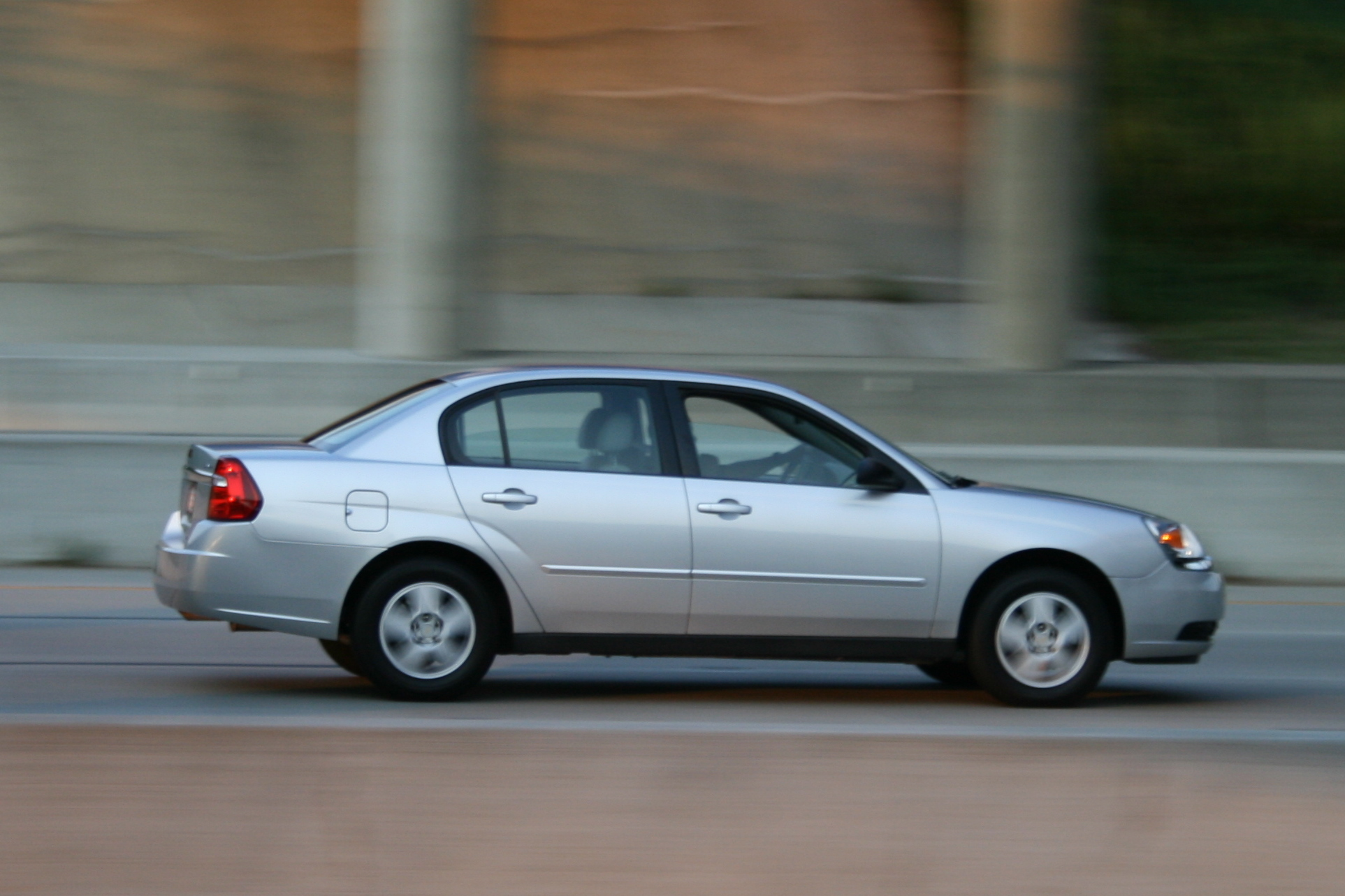
Seitenansicht
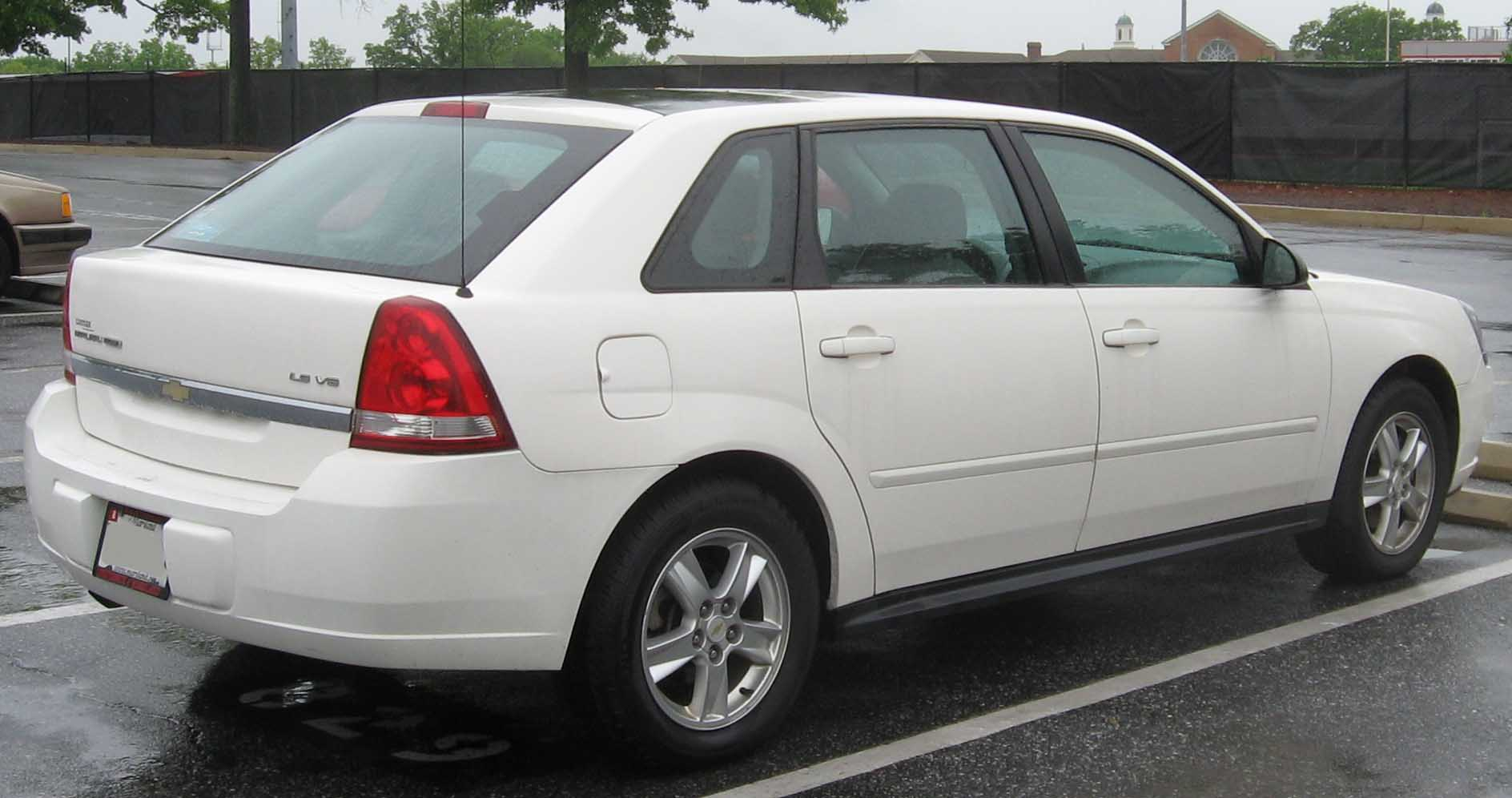
Chevrolet Malibu Maxx (2004–2006)

Anfangs waren zwei Motoren für den Malibu erhältlich: ein 2,2-Liter-R4-Motor mit einer maximalen Leistung von 145 hp (108 kW) und ein 3,5-Liter-V6-Motor mit einer maximalen Leistung von 200 hp (149 kW).
Im Sommer 2006 erhielt die Baureihe ein Facelift, wobei der Chrombalken im Kühlergrill entfiel. Im Modelljahr 2006 wurde das Modellprogramm um einen Malibu SS mit einem 3,9-Liter-V6-Motor und einer maximalen Leistung von 240 hp (179 kW) ergänzt. Auch ein Malibu Maxx SS war erhältlich.
Der Malibu 1N wurde in Kansas City im US-Bundesstaat Kansas gebaut.
Die Produktion der Stufenhecklimousine wurde Ende 2007 eingestellt, das Modell blieb aber unter der Bezeichnung Malibu Classic für Flottenverkäufe weiterhin verfügbar. Die Fertigung des Schrägheckmodells Maxx endete Mitte 2008.

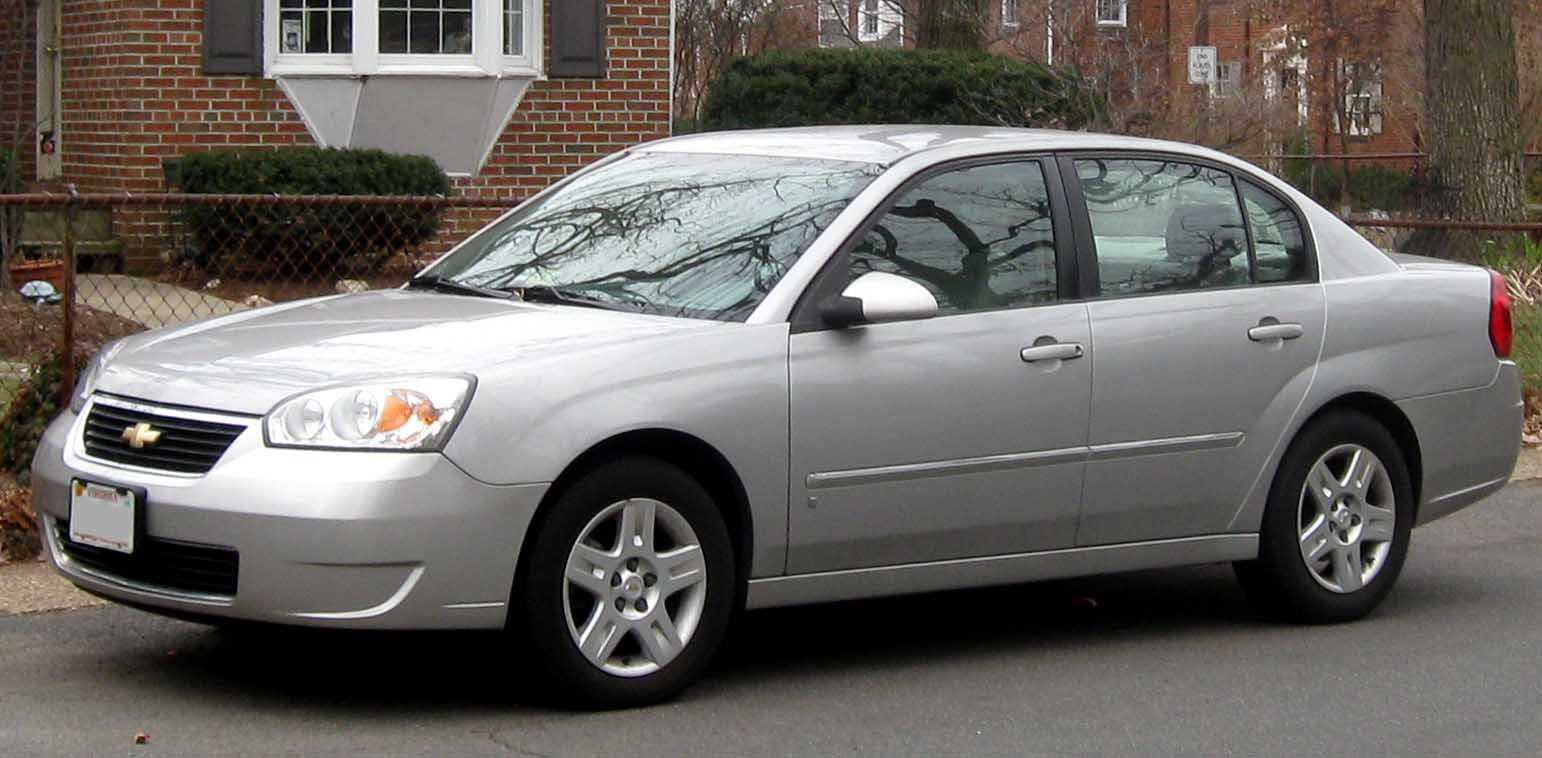
Chevrolet Malibu (2006–2007)
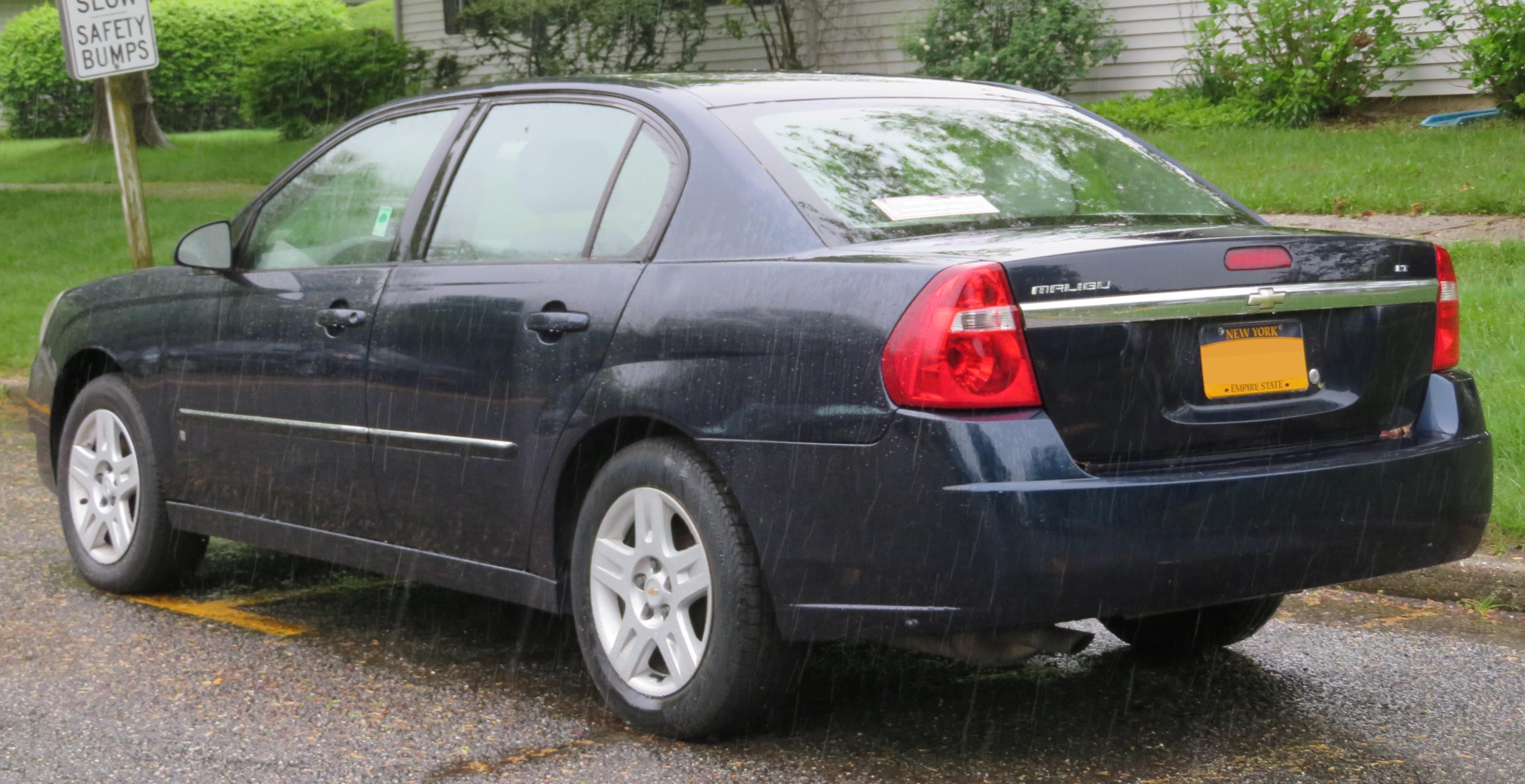
Heckansicht (2006–2007)
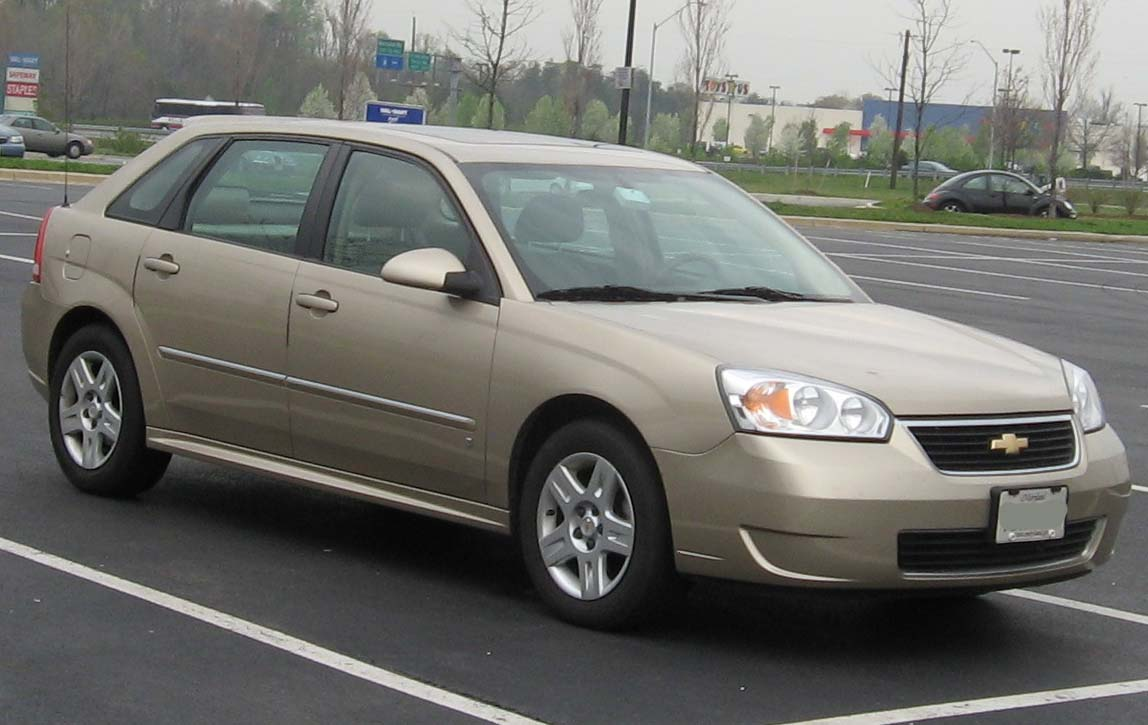
Chevrolet Malibu Maxx (2006–2008)
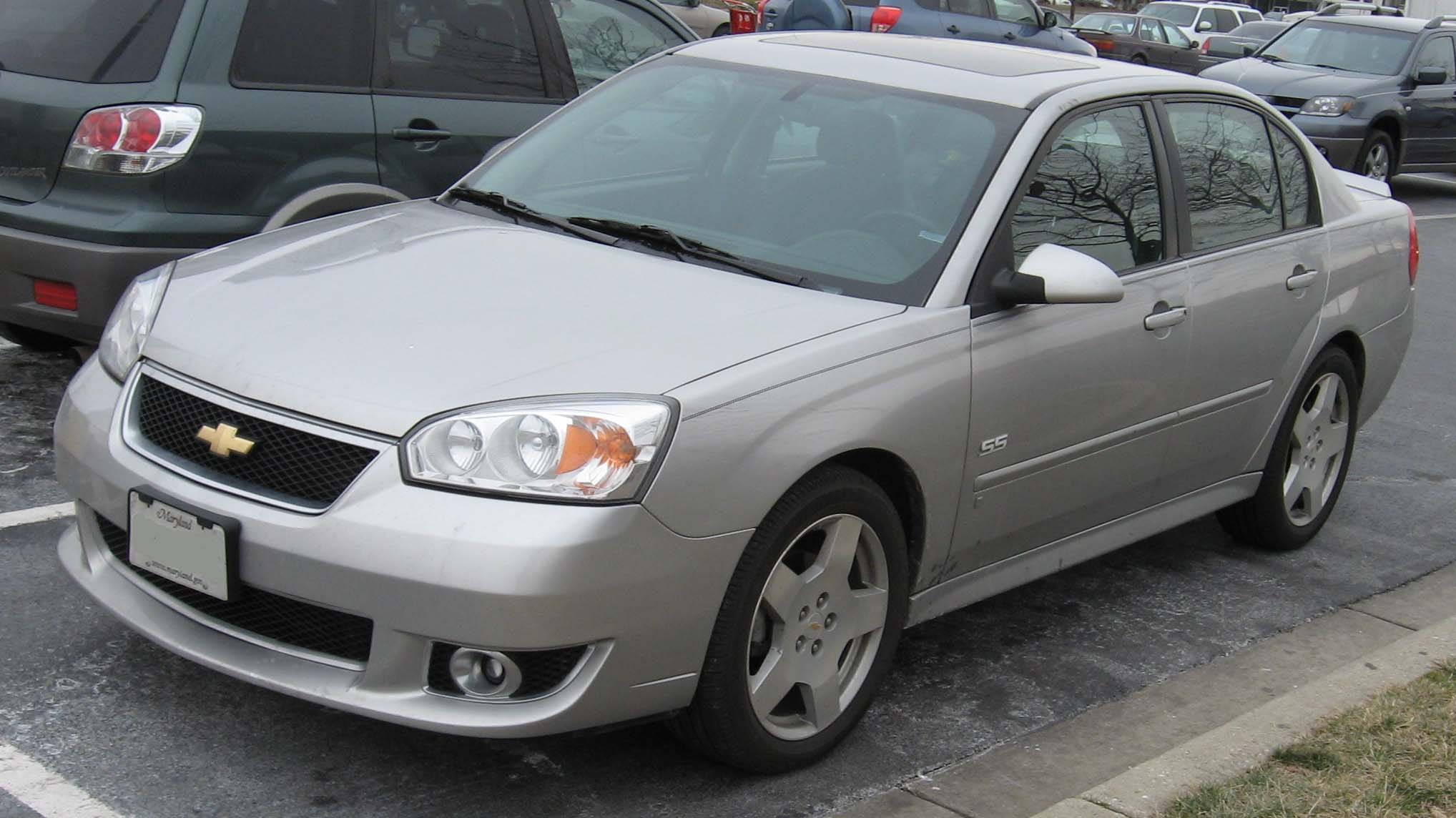
Chevrolet Malibu SS
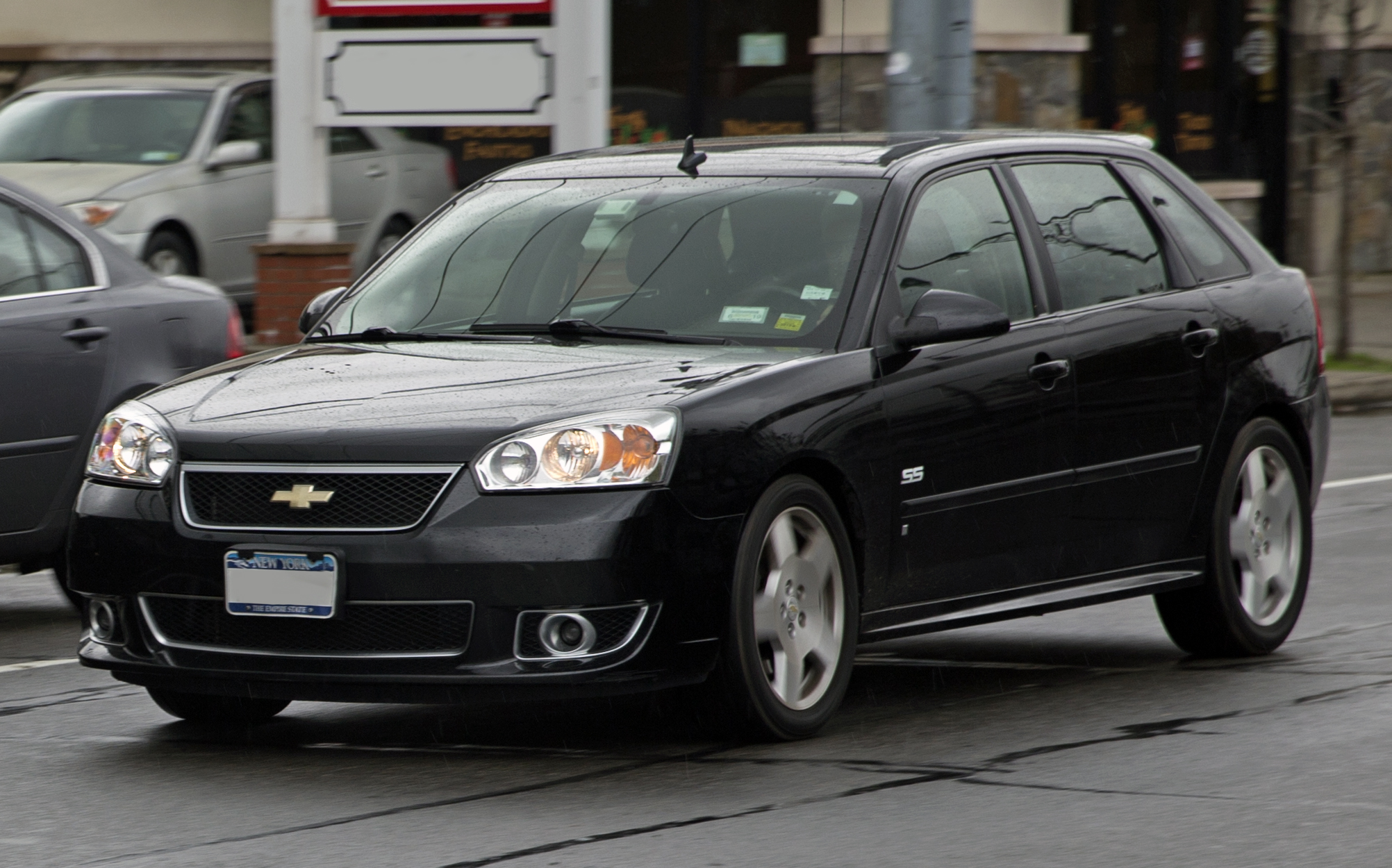
Chevrolet Malibu Maxx SS
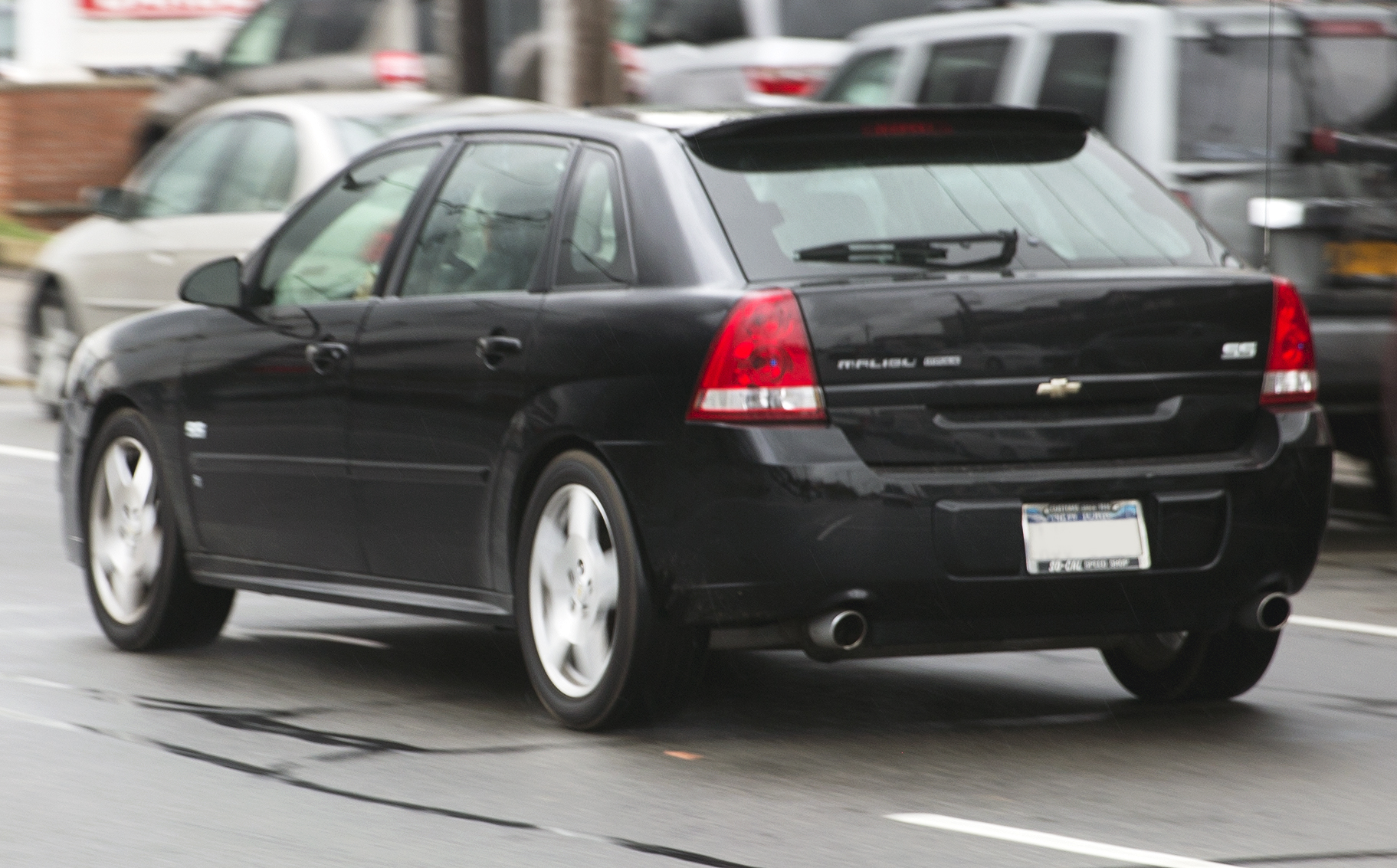
Heckansicht

### Technische Daten
Quelle:
|          | Motorart  | Motorbauart | Hubraum  | max. Leistung                  | max. Drehmoment       | Antrieb          | Getriebe                   | Limousine | Kombilimousine |
| -------- | --------- | ----------- | -------- | ------------------------------ | --------------------- | ---------------- | -------------------------- | --------- | -------------- |
| 2.2      | Ottomotor | R4          | 2198 cm³ | 108 kW (145 hp) bei 5600 min−1 | 210 Nm bei 4000 min−1 | Vorderradantrieb | 4-Stufen-Automatikgetriebe | x         | –              |
| 2.2      | Ottomotor | R4          | 2198 cm³ | 107 kW (143 hp) bei 5600 min−1 | 210 Nm bei 4000 min−1 | Vorderradantrieb | 4-Stufen-Automatikgetriebe | x         | –              |
| 2.2      | Ottomotor | R4          | 2198 cm³ | 108 kW (145 hp) bei 5600 min−1 | 206 Nm bei 4200 min−1 | Vorderradantrieb | 4-Stufen-Automatikgetriebe | x         | –              |
| 3.5      | Ottomotor | V6          | 3498 cm³ | 149 kW (200 hp) bei 5400 min−1 | 298 Nm bei 3200 min−1 | Vorderradantrieb | 4-Stufen-Automatikgetriebe | x         | x              |
| 3.5      | Ottomotor | V6          | 3498 cm³ | 150 kW (201 hp) bei 5400 min−1 | 300 Nm bei 3200 min−1 | Vorderradantrieb | 4-Stufen-Automatikgetriebe | x         | x              |
| 3.5      | Ottomotor | V6          | 3510 cm³ | 162 kW (217 hp) bei 5800 min−1 | 294 Nm bei 4000 min−1 | Vorderradantrieb | 4-Stufen-Automatikgetriebe | x         | x              |
| 3.9 (SS) | Ottomotor | V6          | 3880 cm³ | 179 kW (240 hp) bei 5800 min−1 | 325 Nm bei 2800 min−1 | Vorderradantrieb | 4-Stufen-Automatikgetriebe | x         | x              |
| 3.9 (SS) | Ottomotor | V6          | 3880 cm³ | 179 kW (240 hp) bei 6000 min−1 | 326 Nm bei 4600 min−1 | Vorderradantrieb | 4-Stufen-Automatikgetriebe | x         | x              |

## Malibu (Serie 1N, 2007–2012)
Anfang 2007 stellte Chevrolet auf der NAIAS ein komplett neu entwickeltes, im Laufe desselben Jahres erhältlich werdendes und in den Ausmaßen gewachsenes Modell (interne Bezeichnung: GMX386) vor. Dieses basiert auf der gleichen Plattform (Epsilon-Plattform) wie die nicht mehr produzierten Saturn Aura und Opel Vectra C. Der Chevrolet wurde in Kansas City (Missouri) und Lake Orion (Michigan) in den USA produziert. Hier wurde auch zeitweilig der inzwischen eingestellte Pontiac G6 gleichzeitig produziert.
Angetrieben wird der Malibu von einem 2,4-Liter-Reihenvierzylinder-Motor mit einer maximalen Leistung von 126 kW oder einem 3,6-Liter-V6-Motor mit maximal 188 kW. Die Leistungsübertragung erfolgt ausschließlich durch Automatikgetriebe mit vier Stufen (in Verbindung mit Vierzylindermotoren) bzw. sechs Stufen.
Ab Frühjahr 2008 war auch eine Mildhybrid-Version, deren erstmalige Präsentation im Juli 2007 in San Francisco in der Fanzone des MLB All-Star Game 2007 stattfand und die im Herbst desselben Jahres in den Handel kommen sollte, verfügbar. Sie wurde aber nach nur einem Jahr wieder eingestellt. Bei einer Einsparung von nur etwa 10 % waren die Verkaufszahlen zu niedrig.
Anfang 2012 wurde die Produktion dieser Serie eingestellt.

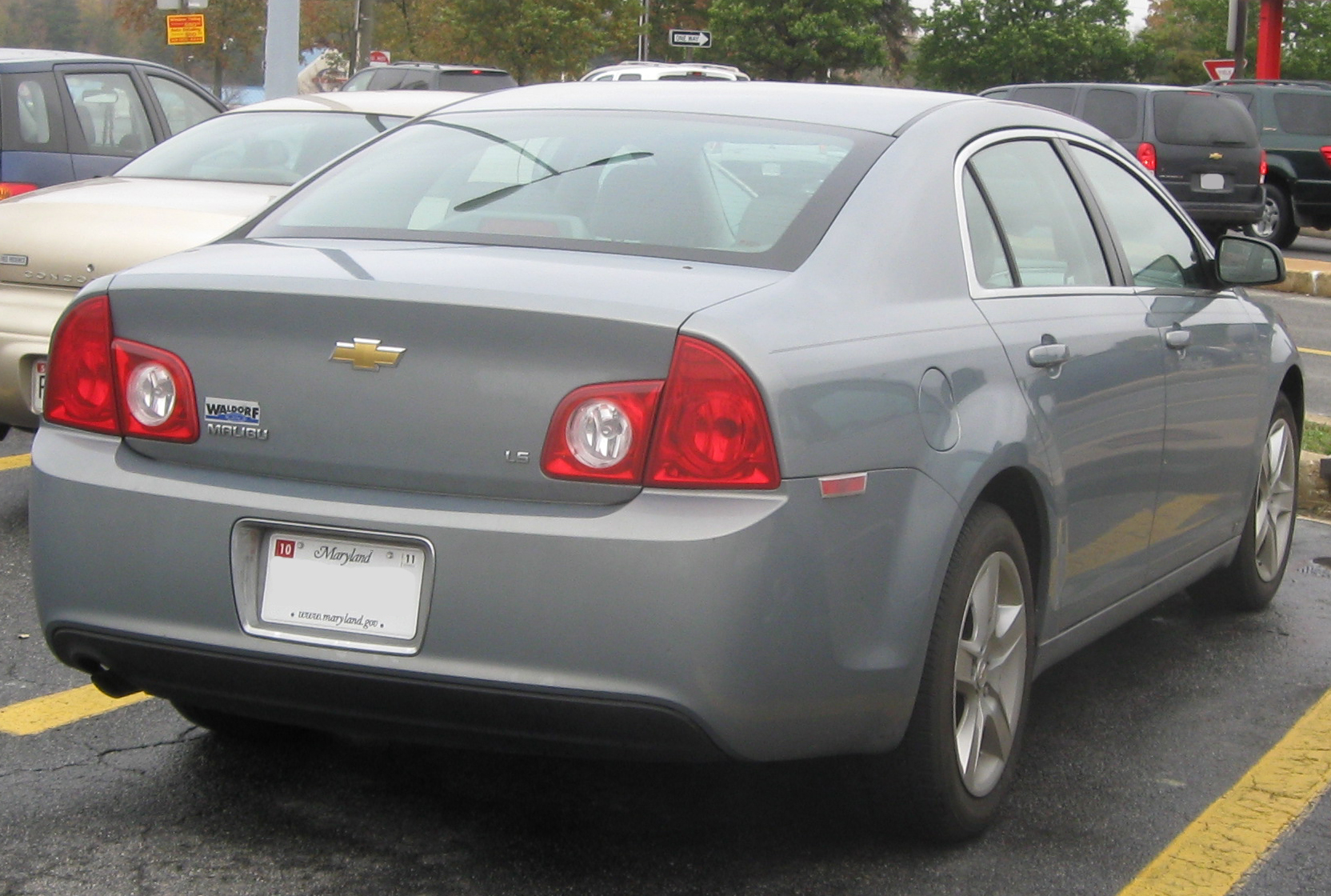
Heckansicht

### Technische Daten
Quelle:
|                  | Motorart  | Motorbauart | Hubraum  | max. Leistung                  | max. Drehmoment       | Antrieb          | Getriebe                   |
| ---------------- | --------- | ----------- | -------- | ------------------------------ | --------------------- | ---------------- | -------------------------- |
| 2.4              | Ottomotor | R4          | 2384 cm³ | 126 kW (169 hp) bei 6400 min−1 | 217 Nm bei 4500 min−1 | Vorderradantrieb | 4-Stufen-Automatikgetriebe |
| 2.4              | Ottomotor | R4          | 2384 cm³ | 126 kW (169 hp) bei 6200 min−1 | 214 Nm bei 5200 min−1 | Vorderradantrieb | 4-Stufen-Automatikgetriebe |
| 2.4 Hybrid       | Ottomotor | R4          | 2384 cm³ | 122 kW (164 hp) bei 6000 min−1 | 220 Nm bei 4400 min−1 | Vorderradantrieb | 4-Stufen-Automatikgetriebe |
| 2.4 Flexfuel (1) | Ottomotor | R4          | 2384 cm³ | 130 kW (175 hp) bei 6300 min−1 | 230 Nm bei 4700 min−1 | Vorderradantrieb | 4-Stufen-Automatikgetriebe |
| 3.6              | Ottomotor | V6          | 3564 cm³ | 188 kW (252 hp) bei 6300 min−1 | 340 Nm bei 3200 min−1 | Vorderradantrieb | 6-Stufen-Automatikgetriebe |

## Malibu (2011–2015)

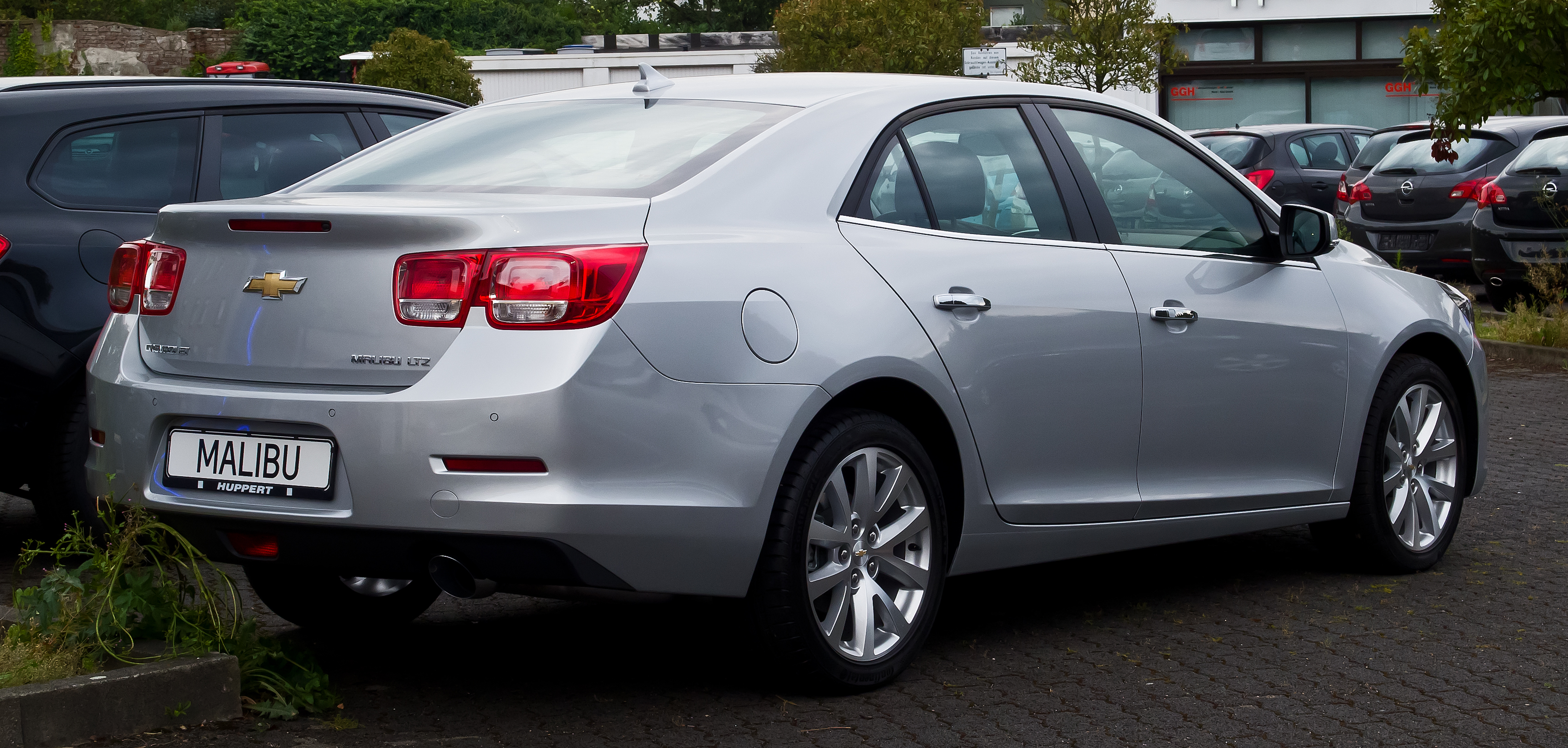
Heckansicht

Die fünfte Generation des Malibu (interne Bezeichnung: GMX351 bzw. V300) wurde formal im Rahmen der Shanghai Motor Show im April 2011 vorgestellt. Ab Oktober 2011 wurde sie in Südkorea angeboten und im Juli 2012 wurde sie weltweit eingeführt.
Wie schon für vorherige Neuentwicklungen von Chevrolet ersetzte auch dieses Modell mehrere bisherige Fahrzeuge zugleich: den vorherigen Malibu in den USA und in Europa den Chevrolet Epica. Letzterer wurde in Südkorea als Daewoo Tosca verkauft und in Australien als Holden Epica. Während die Marke Holden weiter bestehen blieb und der Wagen dort Holden Malibu hieß, wurde er in Südkorea als Chevrolet vermarktet.
Laut GM sollte der Wagen in „nahezu 100 Ländern auf 6 Kontinenten“ angeboten werden. Fertigungsstätten gab es in Detroit und Kansas City in den USA sowie in Südkorea und China.
Der Wagen basiert auf der Epsilon-II-Plattform, auf der auch beispielsweise der Opel Insignia A basiert. Das Design des Vorgängers wurde in dieser Generation weiter entwickelt. Ein auffälliges Merkmal sind die Rücklichter, die den Chevrolet Camaro der 5. Generation vor dessen Facelift zitieren.
Der Malibu wurde in den USA mit Vierzylinder-Ottomotoren und einem Mildhybrid-Antrieb der angeboten: Als Basismotor stand ein 2,5-Liter-Motor zur Verfügung, daneben wurde ein 2,4-Liter-Motor mit Mild-Hybridsystem (e-Assist) im Malibu Eco angeboten, Basis für diese Kombination ist der in Europa angebotene 2,4-Liter-Motor, der in den USA nur in Verbindung mit dem e-Assist-System verfügbar war.
Der Sechszylindermotor der letzten Generation entfiel, stattdessen kam ein 2,0-Liter-Turbomotor mit 193 kW (259 hp) zum Einsatz, der auch im Cadillac ATS und im Buick Verano verbaut wird. In Europa wurde neben dem Vierzylinder-Motor ein 2,0-Liter-Dieselmotor angeboten, der in ähnlicher Form auch im Chevrolet Cruze J300 Verwendung fand.
Ab dem Modelljahr 2014, das ab Herbst 2013 verkauft wurde, wurde das Modell mit einem Facelift produziert. Dabei entfiel das Mildhybrid-Modell; es kam ein neuer 2,5-Liter-Ottomotor mit einer maximalen Leistung von 196 hp (146 kW) zum Einsatz. Beim Fahrzeugexterieur wurde der unter anderem der Frontstoßfänger überarbeitet.
- Heckansicht

### Technische Daten
|                                    | 2.0                        | 2.4                        | 2.5                        | 3.0 V6                     | 2.0                        |
| ---------------------------------- | -------------------------- | -------------------------- | -------------------------- | -------------------------- | -------------------------- |
| Markt                              | China                      |                            | USA                        | Arabischer Raum            |                            |
| Motor                              | Ottomotor                  | Ottomotor                  | Ottomotor                  | Ottomotor                  | Dieselmotor                |
| Motorbauart                        | Reihenmotor                | Reihenmotor                | Reihenmotor                | V-Motor                    | Reihenmotor                |
| Zylinderzahl                       | 4                          | 4                          | 4                          | 6                          | 4                          |
| Hubraum in cm³                     | 1998                       | 2384                       | 2499                       | 2997                       | 1956                       |
| max. Leistung in kW (PS) bei min−1 | 108 (147) bei 6200         | 123 (167) bei 5800         | 147 (197) bei 6300         | 196 (263) bei 6900         | 118 (160) bei 4000         |
| max. Drehmoment in Nm bei min−1    | 190 bei 4600               | 225 bei 4600               | 259 bei 4400               | 290 bei 5600               | 350 bei 1750               |
| Getriebe, serienmäßig              | 6-Stufen-Automatikgetriebe | 6-Gang-Schaltgetriebe      | 6-Stufen-Automatikgetriebe | 6-Stufen-Automatikgetriebe | 6-Gang-Schaltgetriebe      |
| Getriebe, optional                 | –                          | 6-Stufen-Automatikgetriebe | –                          | –                          | 6-Stufen-Automatikgetriebe |
| Höchstgeschwindigkeit in km/h      | k. A.                      | 204–206                    | k. A.                      | 220                        | 204                        |
| Beschleunigung, 0–100 km/h         | k. A.                      | 9,5–10,2 s                 | k. A.                      | 7,9 s                      | 9,7–9,9 s                  |
| CO2-Emissionen in g/km             | k. A.                      | 184–188                    | k. A.                      | k. A.                      | 134–147                    |
| Tankinhalt in l                    | 70                         | 73                         | 62                         | k. A.                      | 73                         |

### Zulassungszahlen
Im ersten Verkaufsjahr 2012 wurden in der Bundesrepublik Deutschland 422 Malibu neu zugelassen. 2013 waren es 480 und 2014 noch 28 Fahrzeuge.
| 98 \| \| |
|          |

|  |

| 324 \| \| |
|           |

|  |

| 98 \| \| |
|          |

|  |

| 324 \| \| |
|           |

|  |

| 115 \| \| |
|           |

|  |

| 365 \| \| |
|           |

|  |

| 115 \| \| |
|           |

|  |

| 365 \| \| |
|           |

|  |

| 12 \| \| |
|          |

|  |

| 16 \| \| |
|          |

|  |

| 12 \| \| |
|          |

|  |

| 16 \| \| |
|          |

|  |

| 98 \| \| |
|          |

|  |

| 324 \| \| |
|           |

|  |

| 98 \| \| |
|          |

|  |

| 324 \| \| |
|           |

|  |

| 115 \| \| |
|           |

|  |

| 365 \| \| |
|           |

|  |

| 115 \| \| |
|           |

|  |

| 365 \| \| |
|           |

|  |

| 12 \| \| |
|          |

|  |

| 16 \| \| |
|          |

|  |

| 12 \| \| |
|          |

|  |

| 16 \| \| |
|          |

|  |

| 98 \| \| |
|          |

|  |

| 324 \| \| |
|           |

|  |

| 98 \| \| |
|          |

|  |

| 324 \| \| |
|           |

|  |

| 115 \| \| |
|           |

|  |

| 365 \| \| |
|           |

|  |

| 115 \| \| |
|           |

|  |

| 365 \| \| |
|           |

|  |

| 12 \| \| |
|          |

|  |

| 16 \| \| |
|          |

|  |

| 12 \| \| |
|          |

|  |

| 16 \| \| |
|          |

|  |

| 98 \| \| |
|          |

|  |

| 324 \| \| |
|           |

|  |

| 98 \| \| |
|          |

|  |

| 324 \| \| |
|           |

|  |

| 115 \| \| |
|           |

|  |

| 365 \| \| |
|           |

|  |

| 115 \| \| |
|           |

|  |

| 365 \| \| |
|           |

|  |

| 12 \| \| |
|          |

|  |

| 16 \| \| |
|          |

|  |

| 12 \| \| |
|          |

|  |

| 16 \| \| |
|          |

|  |

|  | Benziner (225) |

|  | Benziner (225) |

|  | Diesel (705) |

|  | Diesel (705) |

## Malibu (seit 2015)
Am 1. April 2015 wurde auf der New York International Auto Show die sechste Generation des Malibu (interne Bezeichnung: E2SC bzw. V400) der Öffentlichkeit präsentiert. Seit Ende 2015 ist sie erhältlich, in Europa wird das Fahrzeug nicht verkauft. In China wird parallel zur neuen Generation, die als Malibu XL vertrieben wird, noch das Vorgängermodell verkauft. Im Modelljahr 2019 erhielt das Fahrzeug ein Facelift. Der Malibu XL für China wurde auf der Guangzhou Auto Show in einer Faceliftversion präsentiert.
Der Opel Insignia B sowie die sechste Generation des Buick Regal basieren wie der Malibu auf der E2XX-Plattform.
In Südkorea wurde der Malibu ab September 2016 mit denselben Motoren die auch in Nordamerika erhältlich sind angeboten. Seit dem Facelift 2018 ist er mit einem 1,3-Liter-R3-Ottomotor mit Turboaufladung und einer maximalen Leistung von 115 kW, einem 2,0-Liter-R4-Ottomotor mit Turboaufladung und einer maximalen Leistung von 186 kW und einem 1,6-Liter-R4-Dieselmotor und einer maximalen Leistung von 100 kW erhältlich.
In den USA wurde das Hybridmodell mit einer Systemleistung von 136 kW im Jahr 2019 auf Grund mangelnder Nachfrage eingestellt.
Im Mai 2024 kündigte Chevrolet an, dass die Produktion des US-Malibu im November 2024 enden wird, womit der Konzern dann keine Stufenhecklimousine mehr anbieten wird.

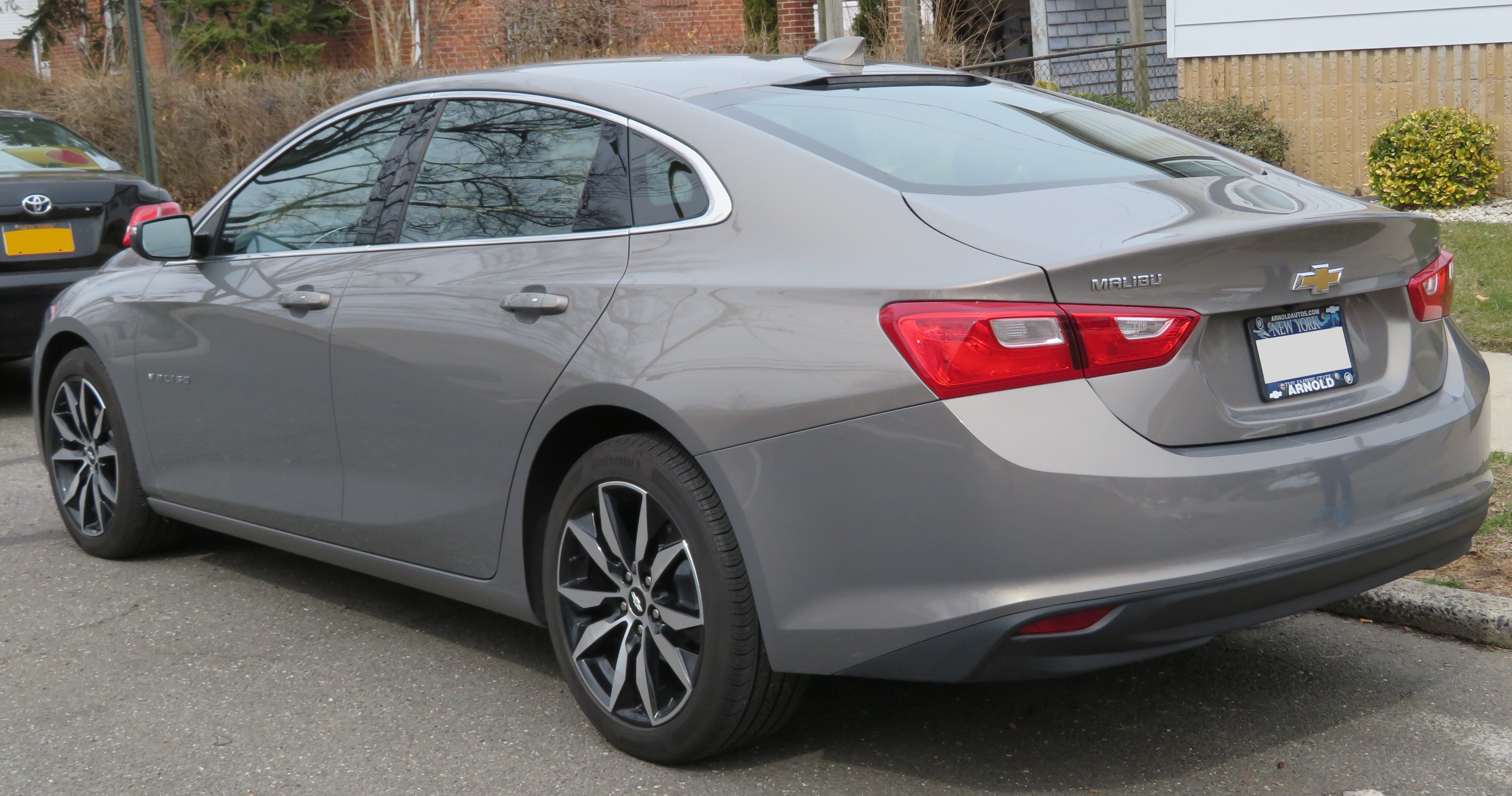
Heckansicht
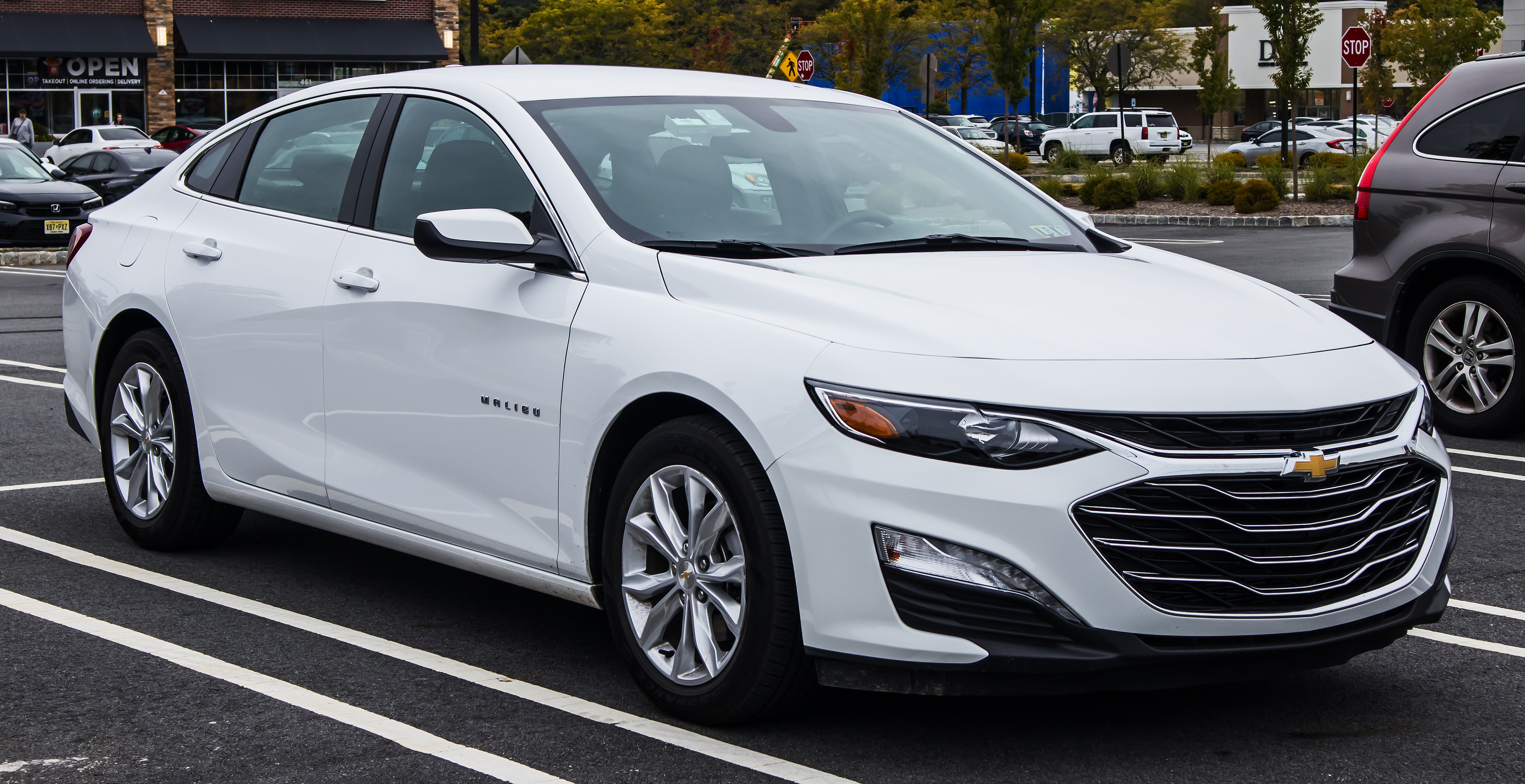
Chevrolet Malibu (2018–2024)
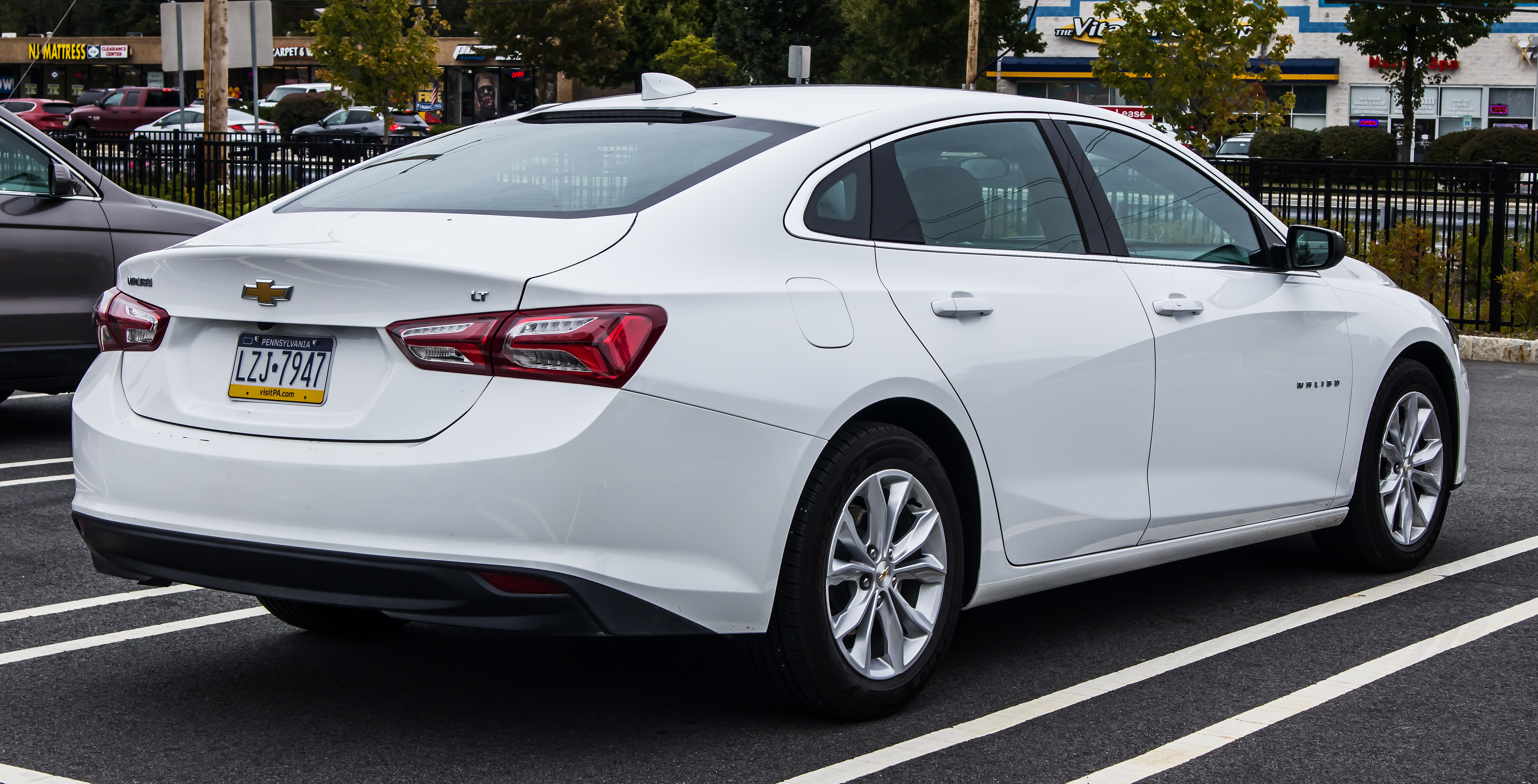
Heckansicht
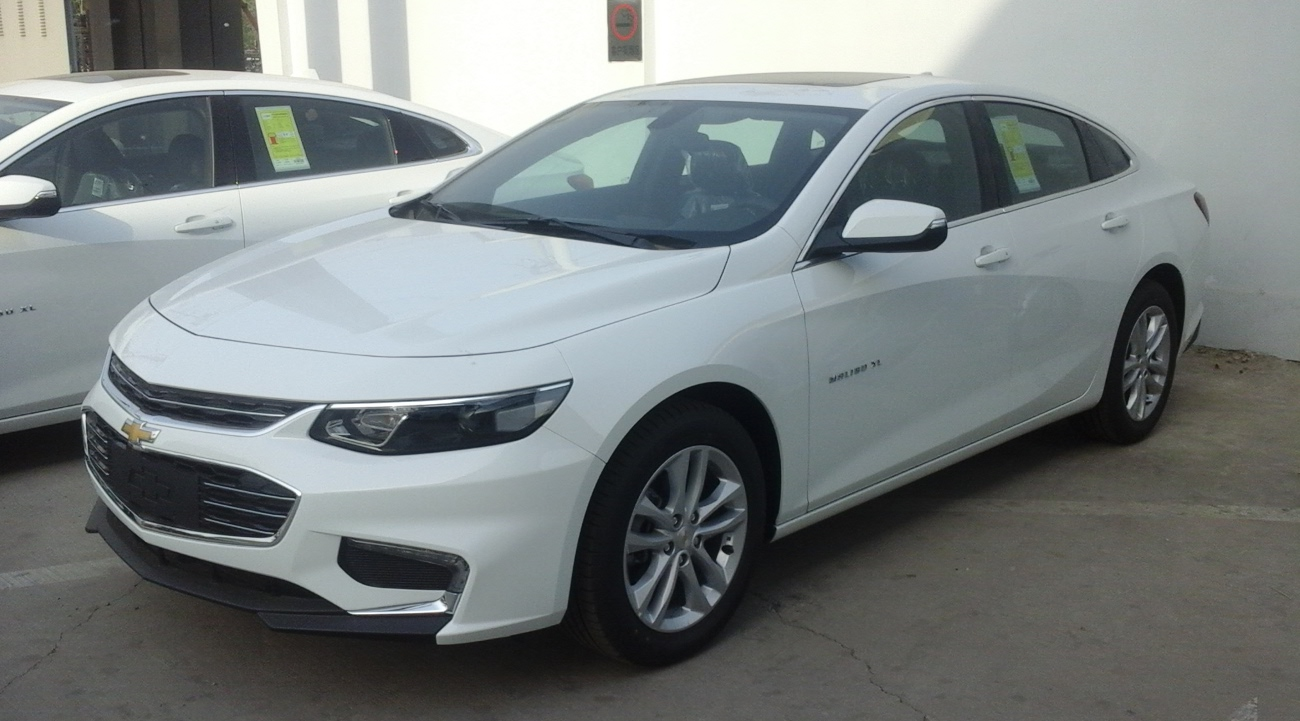
Chevrolet Malibu XL (seit 2015)
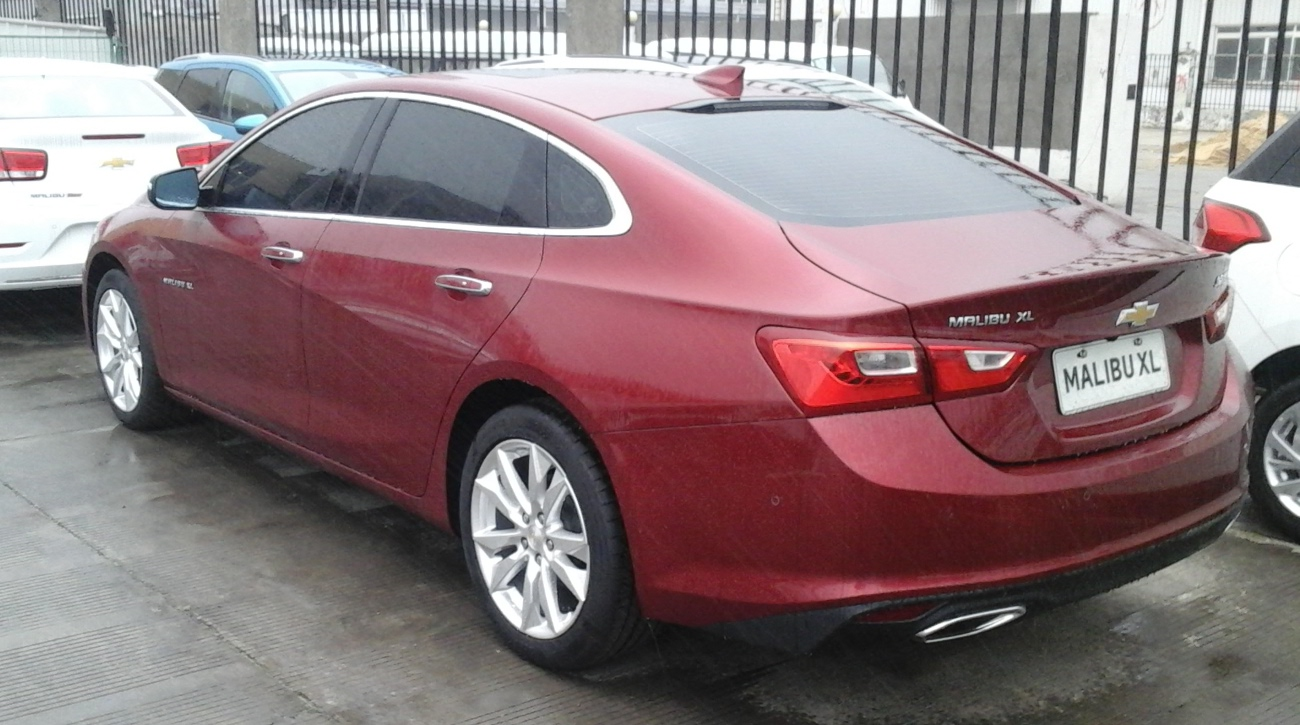
Heckansicht

### Technische Daten
|                                              | Malibu E-Turbo (1.3)   | Malibu 1.5                 | Malibu 2.0                 | Malibu 2.0                 | Malibu 1.6 D                | Malibu 1.8 Hybrid              | Malibu XL 1.3T         | Malibu XL 535T             | Malibu XL 1.5T                   | Malibu XL 550T             | Malibu XL 2.0T             | Malibu XL 2.5              | Malibu XL 1.8 Hybrid                        |
| -------------------------------------------- | ---------------------- | -------------------------- | -------------------------- | -------------------------- | --------------------------- | ------------------------------ | ---------------------- | -------------------------- | -------------------------------- | -------------------------- | -------------------------- | -------------------------- | ------------------------------------------- |
| Bauzeitraum                                  | 2018–2022              | 2015–2024                  | 2015–2022                  | 2018–2022                  | 2018–2020                   | 2016–2019                      | 2019–2020              | seit 2020                  | 2015–2018                        | seit 2020                  | 2018–2020                  | 2015–2018                  | 2016–2018                                   |
| Motorkenndaten                               |                        |                            |                            |                            |                             |                                |                        |                            |                                  |                            |                            |                            |                                             |
| Motorart                                     | Ottomotor              | Ottomotor                  | Ottomotor                  | Ottomotor                  | Dieselmotor                 | Ottomotor + 2 Elektromotoren   | Ottomotor              | Ottomotor                  | Ottomotor                        | Ottomotor                  | Ottomotor                  | Ottomotor                  | Ottomotor + 2 Elektromotoren                |
| Motorbauart                                  | R3                     | R4                         | R4                         | R4                         | R4                          | R4 + 2 Elektromotoren          | R3                     | R4                         | R4                               | R4                         | R4                         | R4                         | R4 + 2 Elektromotoren                       |
| Hubraum                                      | 1341 cm³               | 1490 cm³                   | 1998 cm³                   | 1998 cm³                   | 1598 cm³                    | 1796 cm³                       | 1341 cm³               | 1490 cm³                   | 1490 cm³                         | 1998 cm³                   | 1998 cm³                   | 2457 cm³                   | 1796 cm³                                    |
| max. Leistung, Verbrennungsmotor bei min−1   | 115 kW (156 PS) / 5600 | 122 kW (166 PS) / 5600     | 186 kW (253 PS) / 5300     | 186 kW (253 PS) / 5300     | 100 kW (136 PS) / 3500–4000 | 91 kW (124 PS) / 5000          | 121 kW (165 PS) / 5600 | 124 kW (169 PS) / 5600     | 125 kW (170 PS) / 5600           | 174 kW (237 PS) / 5000     | 177 kW (241 PS) / 5000     | 147 kW (200 PS) / 6200     | 94 kW (128 PS) / 5000                       |
| max. Leistung, Elektromotoren bei min−1      | —                      | —                          | —                          | —                          | —                           | 76 kW (103 PS) + 55 kW (75 PS) | —                      | —                          | —                                | —                          | —                          | —                          | 60 kW (82 PS) / 4000 + 54 kW (73 PS) / 4000 |
| max. Systemleistung                          | —                      | —                          | —                          | —                          | —                           | 136 kW (185 PS)                | —                      | —                          | —                                | —                          | —                          | —                          | 134 kW (182 PS)                             |
| max. Drehmoment, Verbrennungsmotor bei min−1 | 236 Nm / 1500–4000     | 250 Nm / 2000–4000         | 350 Nm / 1700              | 353 Nm / 2000–5000         | 320 Nm / 2000–2250          | 175 Nm / 4750 (1)              | 240 Nm / 1500–4000     | 250 Nm / 1700–4400         | 252 Nm / 2000–4000               | 350 Nm / 1500–4000         | 350 Nm / 1500–4000         | 253 Nm / 4400              | 175 Nm / 4750                               |
| max. Drehmoment, Elektromotoren bei min−1    | —                      | —                          | —                          | —                          | —                           | k. A.                          | —                      | —                          | —                                | —                          | —                          | —                          | 275 Nm / 0–4000 + 140 Nm / 0–4000           |
| Kraftübertragung                             |                        |                            |                            |                            |                             |                                |                        |                            |                                  |                            |                            |                            |                                             |
| Antrieb, serienmäßig                         | Vorderradantrieb       | Vorderradantrieb           | Vorderradantrieb           | Vorderradantrieb           | Vorderradantrieb            | Vorderradantrieb               | Vorderradantrieb       | Vorderradantrieb           | Vorderradantrieb                 | Vorderradantrieb           | Vorderradantrieb           | Vorderradantrieb           | Vorderradantrieb                            |
| Getriebe, serienmäßig                        | Stufenloses Getriebe   | 6-Stufen-Automatikgetriebe | 8-Stufen-Automatikgetriebe | 6-Stufen-Automatikgetriebe | 6-Stufen-Automatikgetriebe  | Stufenloses Getriebe           | Stufenloses Getriebe   | 9-Stufen-Automatikgetriebe | 7-Stufen-Doppelkupplungsgetriebe | 9-Stufen-Automatikgetriebe | 9-Stufen-Automatikgetriebe | 6-Stufen-Automatikgetriebe | Stufenloses Getriebe                        |
| Messwerte                                    |                        |                            |                            |                            |                             |                                |                        |                            |                                  |                            |                            |                            |                                             |
| Höchstgeschwindigkeit                        |                        | 215 km/h                   | 250 km/h                   |                            |                             |                                | 205 km/h               | 205 km/h                   | 205 km/h                         | 220 km/h                   | 220 km/h                   | 220 km/h                   | 160 km/h                                    |
| Beschleunigung, 0–100 km/h                   |                        | 8,6 s                      | 6,7 s                      |                            |                             |                                | 9,5 s                  | 9,1 s                      | 9,5 s                            | 7,0 s                      | 7,2 s                      | 9,1 s                      | 8,8 s                                       |
| Kraftstoffverbrauch auf 100 km, kombiniert   | 7,0–7,5 l Super        | 7,6 l Super                | 8,7 l Super                | 9,3 l Super                | 6,5–6,9 l Diesel            | 5,1 l Super                    | 5,8–5,9 l Super        | 6,3–6,4 l Super            | 6,0 l Super                      | 6,7 l Super                | 6,7 l Super                | 7,3 l Super                | 4,3 l Super                                 |
| Leergewicht                                  | 1400–1415 kg           | 1400 kg                    | 1487 kg                    | 1470 kg                    | 1470–1475 kg                | 1526 kg                        | 1430–1470 kg           | 1430–1465 kg               | 1415–1430 kg                     | 1525 kg                    | 1525 kg                    | 1480 kg                    | 1515 kg                                     |
| Tankinhalt                                   | 62 l                   | 62 l                       | 62 l                       | 62 l                       | 55 l                        | 49 l                           | 55 l                   | 55 l                       | 55 l                             | 60 l                       | 60 l                       | 62 l                       | 49 l                                        |

## Auszeichnungen
- Der Chevrolet Malibu gewann den Titel North American Car of the Year 2008 mit 190 Punkten vor dem Cadillac CTS mit 165 Punkten und dem Honda Accord mit 95 Punkten.[56]
- 2009: Top Safety Pick 2010[57]